# Ferrovia Cagliari-Golfo Aranci
La ferrovia Cagliari-Golfo Aranci, nota anche come Dorsale Sarda, è una linea ferroviaria situata in Sardegna, gestita del gruppo Ferrovie dello Stato tramite la società controllata RFI.
La linea, la più importante ed estesa dell'intera rete ferroviaria sarda, collega Cagliari col porto gallurese di Golfo Aranci e con vari centri del Campidano, della Sardegna centrale e della Gallura, tra cui i principali sono Oristano, Macomer, Ozieri (nella frazione di Chilivani) e Olbia, attraversando tutte le province sarde. La ferrovia, facente parte della rete complementare RFI, è interamente non elettrificata e per buona parte a binario unico; fanno eccezione i 50 km tra la stazione di Cagliari e quella di San Gavino, in cui la linea è a doppio binario. Gli estremi altimetrici si riscontrano nell'altopiano di Campeda, dove la linea tocca i 685 m s.l.m. nelle vicinanze dell'omonima stazione, e il capolinea portuale di Golfo Aranci Marittima, situato a due metri sul livello del mare.

## Storia
| Tratta                         | Inaugurazione    |
| ------------------------------ | ---------------- |
| Cagliari - Villasor            | 1º maggio 1871   |
| Villasor - San Gavino Monreale | 4 settembre 1871 |
| San Gavino Monreale - Oristano | 15 gennaio 1872  |
| Giave - Ozieri Fraigas         | 21 dicembre 1878 |
| Oristano - Giave               | 1º luglio 1880   |
| Ozieri Fraigas - Oschiri       | 1º luglio 1880   |
| Oschiri - Monti                | 1º dicembre 1880 |
| Monti - Olbia                  | 15 marzo 1881    |
| Olbia - Olbia Isola Bianca     | 1º maggio 1881   |
| Olbia - Golfo Aranci           | 1º luglio 1883   |

### La costruzione delleFerrovie Reali
La ferrovia nasce nella seconda metà del XIX secolo ad opera della Compagnia Reale delle Ferrovie Sarde per collegare Cagliari con le due principali località portuali del nord della Sardegna dell'epoca (Olbia e Porto Torres, quest'ultima raggiunta tramite una diramazione da Ozieri Chilivani), secondo un progetto dell'ingegnere britannico Benjamin Piercy. L'inaugurazione avvenne in maniera progressiva, tra l'aprile 1871, quando venne aperto al traffico il primo tronco da Cagliari a Villasor (la prima tratta ferroviaria per il trasporto pubblico attiva nell'isola) e il maggio 1881, quando fu inaugurata la tratta da Olbia (allora nota come Terranova Pausania) al suo porto dell'Isola Bianca.

La stazione di Macomer nel 1895: il passaggio della ferrovia in questo centro fu preferito rispetto a una soluzione alternativa che prevedeva lo sviluppo della ferrovia più a est, nella valle del Tirso

La linea per Porto Torres, passante anche per Sassari e che quindi garantiva anche il collegamento tra le due maggiori città sarde, fu completata nel 1874 e collegata alla Cagliari - Olbia nel luglio 1880. Una seconda diramazione della dorsale, che da Decimomannu raggiungeva il capolinea Iglesias, era stata aperta nel 1872.
I lavori del progetto originale furono completati il 1º maggio 1881 con l'apertura del collegamento tra Olbia e il suo vecchio molo dell'Isola Bianca. Proprio a causa della scarsa profondità dei fondali e dalla carenza di spazi del porto olbiese dell'epoca venne presa la decisione di destinare al porto di Golfo Aranci le navi passeggeri, così la legge 792 del 14 maggio 1882 diede il via all'estensione della linea verso il definitivo capolinea. Tale decisione, fonte di diatribe campanilistiche tra i due centri in causa, portò anche a vari attentati ai cantieri per sabotare la realizzazione del nuovo tronco ferroviario. Tuttavia la linea dalla stazione centrale di Olbia sino al porto golfarancino fu completata e aperta al transito il 1º luglio 1883, sancendo il completamento della Dorsale Sarda, che nei primi decenni di attività fu attraversata esclusivamente da convogli trainati dalle locomotive a vapore delle Ferrovie Reali.

### Il passaggio alle Ferrovie dello Stato

La scalo di Olbia Marittima Isola Bianca, raggiunto sino al 2000 da una breve diramazione di circa due km avente origine nella stazione di Olbia

Il 1º gennaio 1920 terminò la concessione delle Ferrovie Reali e la linea fu statalizzata passando, come tutta la rete a scartamento ordinario sarda, alle Ferrovie dello Stato. In quello stesso anno col ritorno dei piroscafi a Olbia fu realizzato un nuovo raccordo di quasi 2400 m dalla stazione al nuovo approdo dell'Isola Bianca (raccordo poi chiuso insieme alla stazione ferroviaria del porto gallurese nel 2000). Nel frattempo a livello di materiale rotabile il monopolio della trazione a vapore sulla linea venne rotto dall'ingresso delle prime automotrici diesel (le ALn 56) nel 1936.

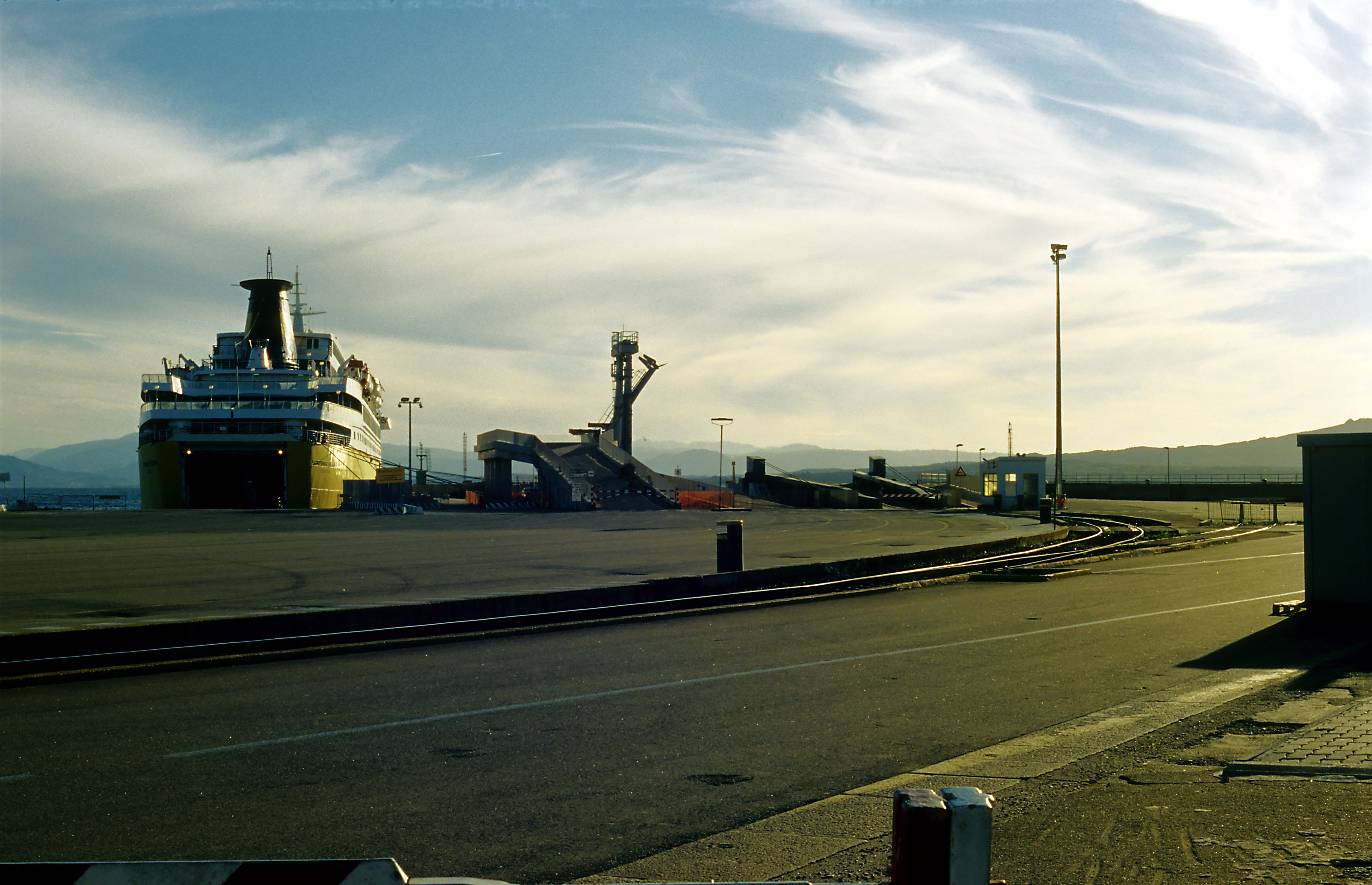
La stazione di Golfo Aranci Marittima, capolinea settentrionale della dorsale, collegato da un regolare servizio di traghettamento ferroviario con Civitavecchia dal 1961 al 2009

Danneggiata dai bombardamenti alleati del 1943 in alcuni scali strategici, la Cagliari - Golfo Aranci nel dopoguerra fu sottoposta a lavori di ripristino e potenziamento. Nel 1961 lo scalo marittimo di Golfo Aranci divenne approdo delle navi traghetto delle FS: gli impianti ferroviari di Golfo Aranci divennero strategici anche per il trasporto merci, essendo l'unico porto attrezzato per il carico e lo scarico di rotabili in Sardegna, rimanendo inoltre l'unico raggiunto nell'isola da un collegamento ferroviario attivo negli anni duemila. Il 1961 fu anche l'anno in cui nella ferrovia fecero la comparsa le prime locomotive diesel, evento che diede il via alla dismissione della trazione a vapore sulla linea nei lustri successivi.

### I primi raddoppi ed il tentativo di elettrificazione
Nel febbraio 1977 ebbero inizio i lavori per il raddoppio dei 17 km tra Cagliari e Decimomannu, lavori che portarono inoltre alla costruzione di una nuova stazione a Decimomannu, per cui fu necessaria la realizzazione di una variante tra questo centro e Assemini, oltre alla ristrutturazione dello scalo di Cagliari Elmas, dotato tra l'altro di un nuovo fabbricato viaggiatori. Dopo la chiusura della tratta delle FMS Carbonia-Sant'Antioco Ponti, l'isola ebbe così nuovamente un tronco a doppio binario (il primo a scartamento ordinario) dal 1984. Sempre in quegli anni, contestualmente al raddoppio, importanti lavori furono realizzati nella stazione di Cagliari. Un'altra variante, riguardante la nuova galleria tra Monti e Chirialza, fu realizzata negli ultimi decenni del secolo.

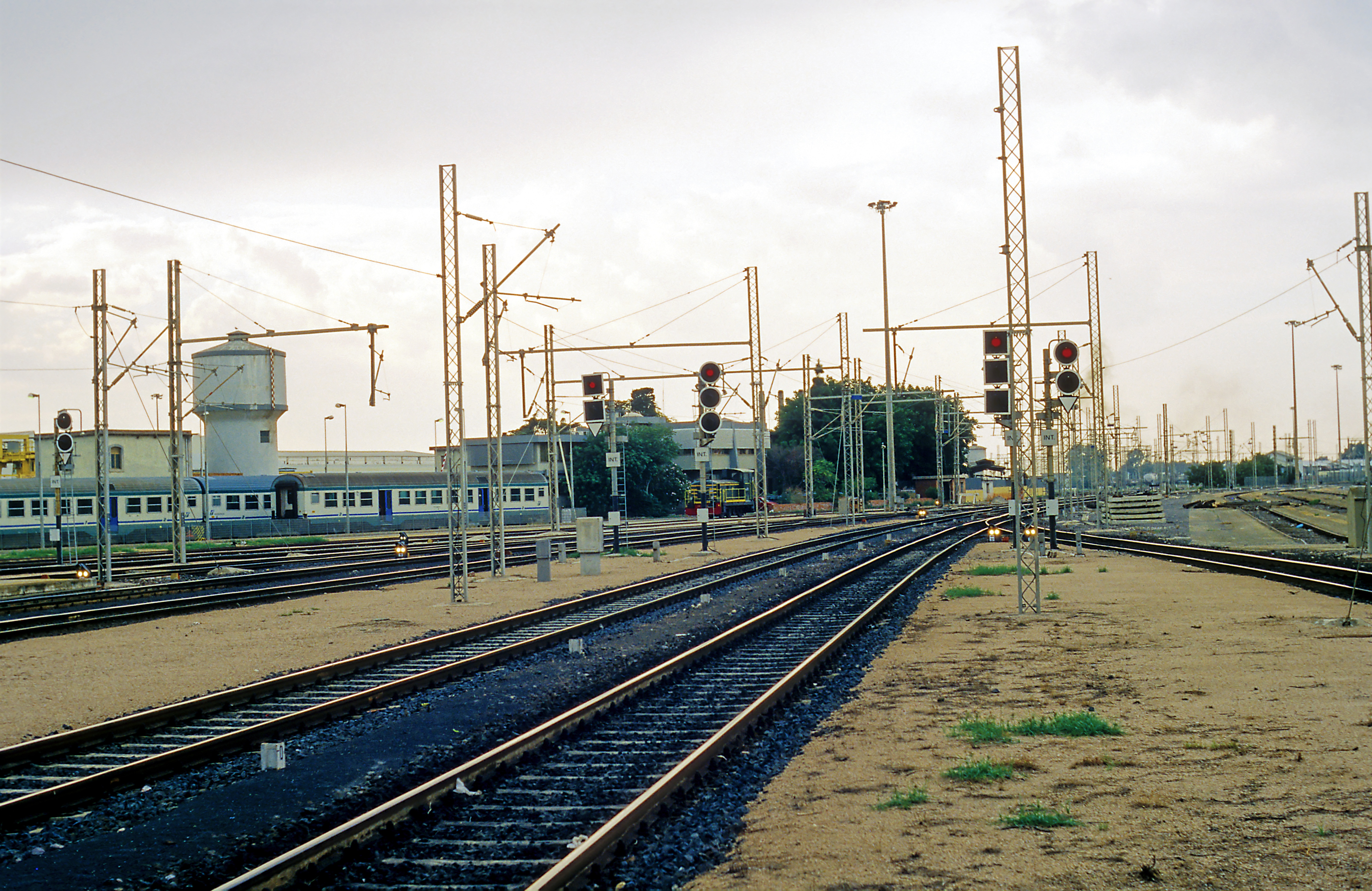
Palificazione per il sistema di alimentazione a corrente alternata nella stazione di Cagliari dopo la rimozione delle linee aeree di contatto

I lavori sulla Dorsale Sarda in quel decennio proseguirono con il progetto di elettrificazione della rete sarda, scelta per via della separazione dal resto della rete ferroviaria nazionale per portare avanti un sistema di alimentazione a corrente alternata invece che continua come nel resto del paese. Furono posate per i test preliminari le catenarie tra Cagliari e Decimomannu e tra Villasor e Sanluri, e vennero realizzate appositamente 6 locomotive E492 per il servizio passeggeri e 19 locomotive E491 per il servizio merci. Tuttavia, dopo i primi test in continente, il sistema a corrente alternata manifestò problemi tecnici sui tronchi di prova allestiti lungo la Dorsale Sarda, fatto che insieme a questioni di economicità, portò alla cancellazione del progetto dopo poche prove a inizio anni novanta.
Nel frattempo il traffico merci lungo la linea iniziò progressivamente a calare, determinando una drastica riduzione del numero di corse da parte dei traghetti Bluvia, ormai destinati al solo servizio merci (sino al 2001 eseguivano anche trasporto passeggeri e auto), servizio che a fine del primo decennio del nuovo millennio è stato fortemente ridimensionato funzionando da allora solo su richiesta.

### Dagli anni duemila in seguito

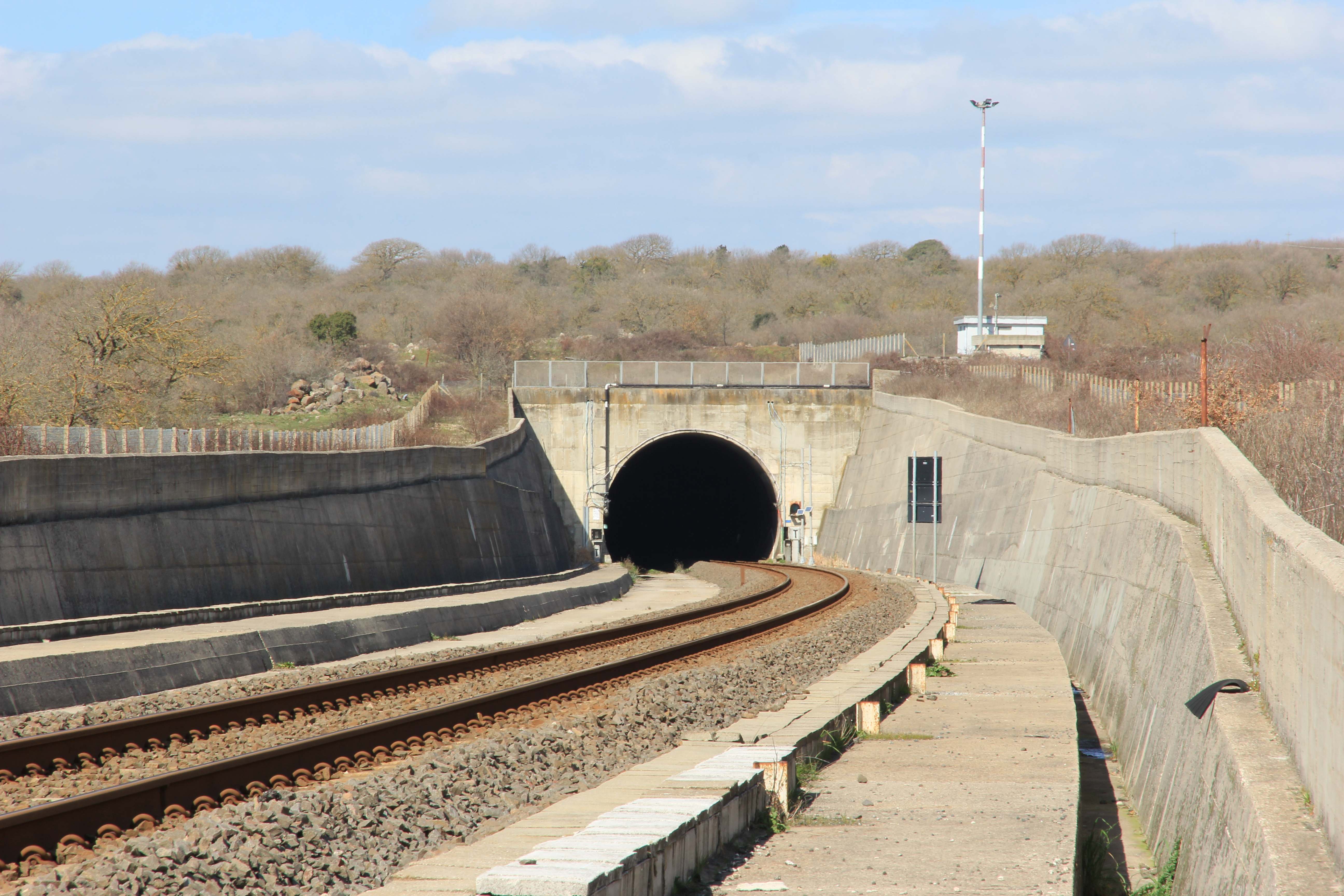
L'ingresso meridionale della galleria tra Campeda e Bonorva, in esercizio dal 2001

Dall'inizio degli anni duemila ad oggi, il tracciato della Cagliari-Golfo Aranci è stato caratterizzato da alcuni interventi di modifica al percorso originario. Il 1º agosto 2001 fu aperta un'importante variante tra le stazioni di Campeda e Bonorva, con la realizzazione tra l'altro di una galleria di circa 7 km (il più lungo tunnel ferroviario dell'isola). Il 10 settembre 2007, con l'apertura della nuova stazione di San Gavino Monreale venne inaugurata un'ulteriore variante, tra Sanluri e Pabillonis, costruita a doppio binario tra Sanluri e il nuovo scalo di San Gavino. Questi lavori costituivano una parte degli interventi relativi al progetto di raddoppio del binario tra Decimomannu e San Gavino Monreale, progetto conclusosi nel marzo 2010 che portò a 50 Km la tratta raddoppiata.

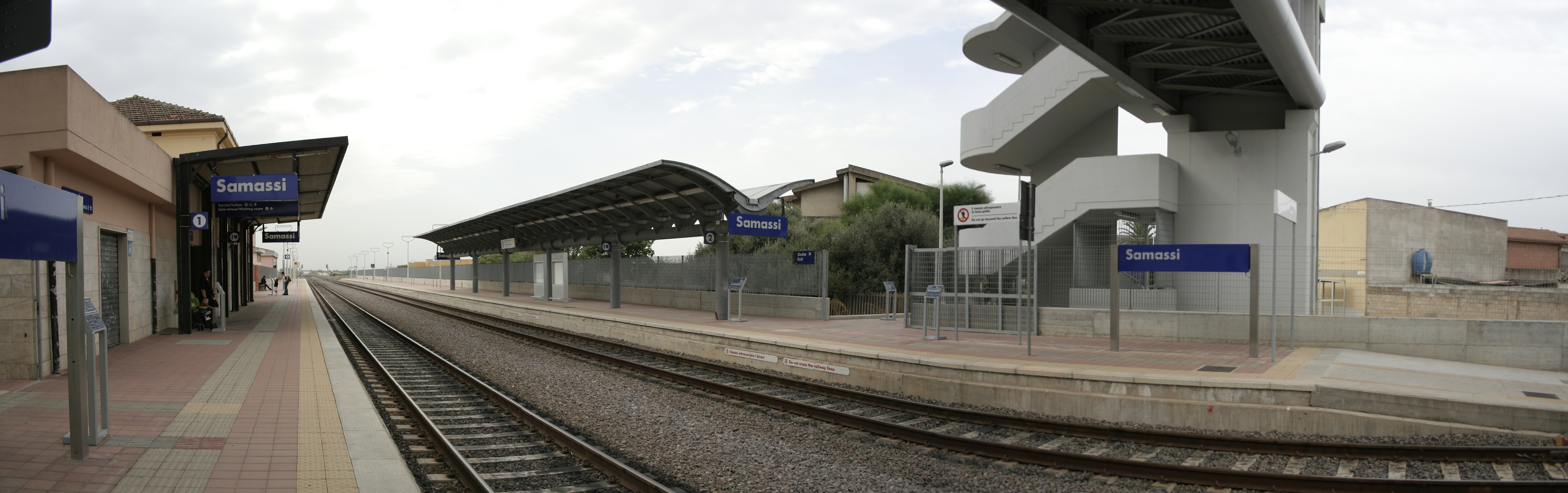
La stazione di Samassi, attrezzata per l'esercizio a doppio binario dopo il raddoppio del tronco Decimomannu-San Gavino Monreale eseguito negli anni duemila

Sulla tratta tra Decimomannu e Cagliari venne inoltre attivato a partire dai primi anni duemila un servizio ferroviario suburbano. Al fine di migliorare questo servizio furono realizzate tre nuove fermate, due ad Assemini (Santa Lucia e Carmine) e una a Cagliari (Santa Gilla), entrate in funzione il 14 giugno 2009. Il 5 giugno 2013 venne inaugurata la fermata di Elmas Aeroporto, attiva dal 9 giugno successivo nei pressi dell'aeroporto di Cagliari-Elmas garantendo il collegamento ferroviario col principale scalo aereo dell'isola.
Nel dicembre 2021 venne inaugurata la stazione di Olbia-Terranova: costruita in luogo del dismesso scalo merci ferroviario, permette di rendere più capillare il servizio ferroviario tra Olbia e le linee per Sassari/Cagliari.

### Progetti di sviluppo
Nel 2020 e nel 2022 sono stati avanzati progetti di raddoppio del tratto San Gavino-Oristano e dell'elettrificazione della medesima tratta. Nel giugno 2022 il presidente della Regione Christian Solinas approva la delibera per iniziare l'elettrificazione della Dorsale sarda, a partire dalla tratta Cagliari-Oristano. Il progetto definitivo dell'elettrificazione è stato approvato il 28 ottobre 2022 mentre il 18 ottobre 2022 il Ministero delle Infrastrutture e dei Trasporti (MIT) approva il progetto di elettrificazione della tratta Oristano-Macomer che viene confermata dall’assessore regionale dei Trasporti della Sardegna. Il 19 Aprile 2023 è stato dato il via gara per l'elettrificazione della Cagliari-Oristano. Il 27 giugno RFI ha aggiudicato la gara per la progettazione esecutiva e la realizzazione dei lavori.

## Caratteristiche

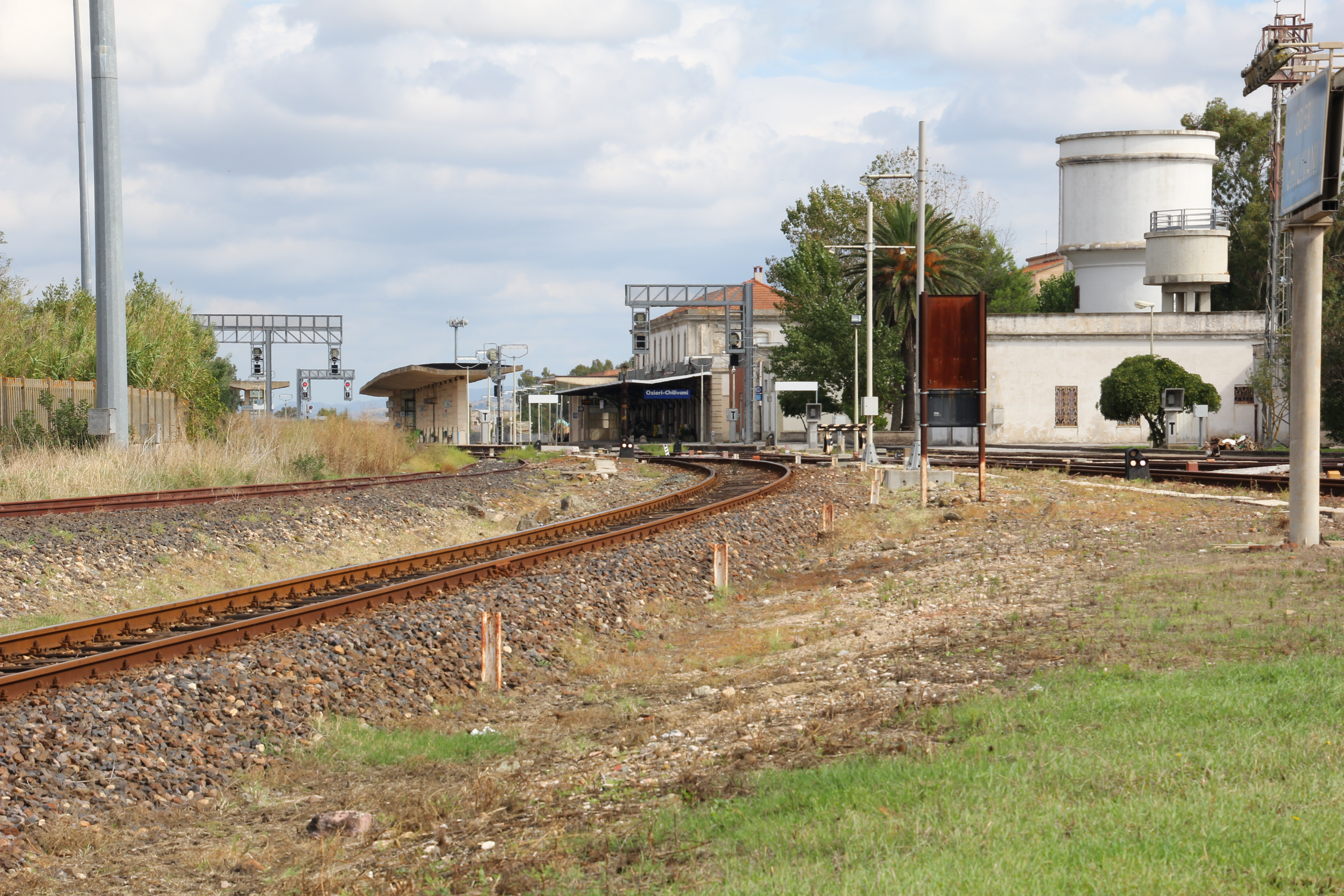
La stazione di Ozieri-Chilivani, scalo di diramazione da cui ha inizio la linea per Sassari e Porto Torres

Stando ai progressivi chilometrici la linea ha una lunghezza di circa 307 km, interamente privi di elettrificazione, di cui 50 a doppio binario, ed è realizzata a scartamento ordinario. Tuttavia le varianti realizzate nel corso degli anni hanno portato la lunghezza effettiva a poco meno di 300 km. Dal punto di vista altimetrico la ferrovia nel tronco da Cagliari a Oristano si estende prevalentemente sulla pianura del Campidano, con altitudini al di sotto dei 100 m s.l.m. e pendenze massime nell'ordine del 10‰. Ben diversa la morfologia dei territori attraversati dalla linea nel tratto a nord di Oristano, in particolare in quello che da questa città giunge a Chilivani, laddove i treni devono affrontare pendenze anche del 25‰ raggiungendo quote altimetriche massime prossime ai 700 m s.l.m.; qui inoltre il tracciato si sviluppa in curva per una buona parte della sua lunghezza. La parte gallurese della linea, pur sviluppandosi per quasi metà dell'estensione in curva, affronta invece tratti ad altimetrie più modeste e con pendenze che solo in alcuni punti superano il 20‰.
Dal punto di vista dell'armamento la linea utilizza binari formati da rotaie Vignoles da 60 e da 50 kg/m e da traverse in cemento armato precompresso.

### In cifre

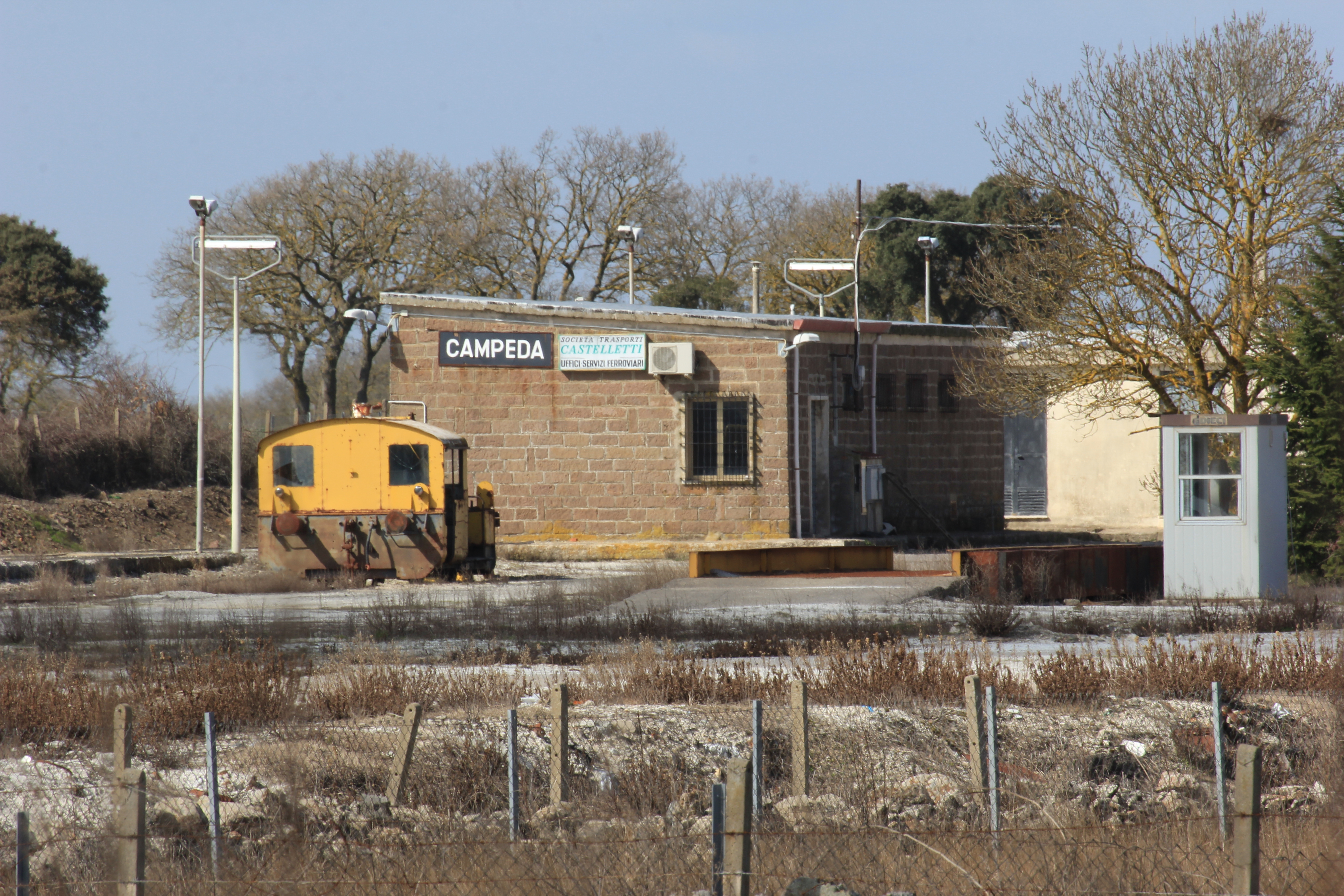
Lo scalo merci di Campeda, posto nei pressi del culmine della linea, e da cui ha origine il tratto con la massima pendenza dell'intera ferrovia

- Lunghezza: 306+568 km (nominali) in totale tra Cagliari e Golfo Aranci Marittima
- Pendenze massime:
  - 26‰ Bonorva - Campeda
  - 25‰ Solarussa - Bauladu-Milis; Borore - Culmine km 166+754; Su Canale - Monti-Telti; Berchidda - Oschiri; Mores-Ittireddu - Torralba; Ozieri-Fraigas - Madonna di Castro; Mandras - Monti-Telti; Rudalza - Cala Sabina
  - 24‰ Paulilatino - Abbasanta; Marinella - Rudalza; Enas - Su Canale; Berchidda - Mandras
- Raggio minimo di curvatura: 300 m[30][31]
- Grado di prestazione: 25
- Velocità massima (rango C):
  - 150 km/h km 6+000 - Cavalcavia km 82+097; Cavalcavia km 85+345 - Oristano
  - 140 km/h Cagliari Santa Gilla - km 6+000; Cavalcavia km 82+097 - Cavalcavia km 85+345; Ponte km 95+332 - Ponte km 108+702
  - 135 km/h km 171+000 - Ingresso nord galleria Bonorva-Campeda

(dati al 19 settembre 2011)

### Percorso
| Unknown route-map component "b" | Unknown route-map component "exKDSTa" |

|  | Head station | Unknown route-map component "exSTR" |

| 0+000 |
| 0+373 |

|  | Straight track | Unknown route-map component "KDSTxa" |

|  | Unknown route-map component "KRWg+l" | Unknown route-map component "KRWr" |

| Stop on track |

| Small non-passenger station on track |

| Stop on track |

| Station on track |

| Stop on track |

| Stop on track |

| Stop on track |

| Unknown route-map component "exKRW+l" | Unknown route-map component "eKRWgr" |  |

| Unknown route-map component "exBHF" | Station on track |  |

| Unknown route-map component "exABZgl" | Unknown route-map component "eKRZl" | Unknown route-map component "CONTfq" |

| Unknown route-map component "exKRWl" | Unknown route-map component "eKRWg+r" |  |

|  | Unknown route-map component "eABZg+l" | Unknown route-map component "exKINTeq" |

| Station on track |

| Unknown route-map component "+d" | Unknown route-map component "ecdABZgl" | Unknown route-map component "exdENDEeq" | Unknown route-map component "exELC" |

| Station on track |

| Station on track |

| Unknown route-map component "exCONTgq" | Unknown route-map component "edKRZ" | Unknown route-map component "exSTR+r" |

| Unknown route-map component "d" | Non-passenger station/depot on track | Unknown route-map component "exdBHF" |

| Unknown route-map component "+c" | Unknown route-map component "cdABZgl" | Unknown route-map component "excdSTRl" + Unknown route-map component "cdSTRq" | Unknown route-map component "dCONTfq" |

| Unknown route-map component "d" | Unknown route-map component "eSHI3gl" | Unknown route-map component "exdSHI3+r" |

|  | Station on track | Unknown route-map component "exdBHF" | Unknown route-map component "exdKBHFa" |

| 49+994 |
| 50+678 |

|  | Straight track | Unknown route-map component "exdSTR" | Unknown route-map component "exdCONTf" |

| Unknown route-map component "d" | Unknown route-map component "eSHI3g+l" | Unknown route-map component "exdSHI3r" |

| Non-passenger station/depot on track |

| Station on track |

| Station on track |

| Non-passenger station/depot on track |

|  | Unknown route-map component "ABZg+l" | Unknown route-map component "KINTeq" |

| Station on track |

| Small non-passenger station on track |

|  | Unknown route-map component "eKRWgl" | Unknown route-map component "exKRW+r" |

|  | Unknown route-map component "hKRZWae" | Unknown route-map component "exhKRZWae" |

|  | Unknown route-map component "eKRWg+l" | Unknown route-map component "exKRWr" |

| Station on track |

| Small non-passenger station on track |

| Station on track |

| Station on track |

| Station on track |

| Unknown route-map component "eHST" |

| Unknown route-map component "eDST" |

| Unknown route-map component "exSTR+l" | Unknown route-map component "eABZg+r" |  |

| Unknown route-map component "KBHFxa" | Station on track |  |

| 153+794 |
| 160+059 |

| Unknown route-map component "kSTR2" + Unknown route-map component "CONT3+g" | Straight track |  |

| Unknown route-map component "kSTRc1" | Unknown route-map component "kKRZl+4o" | Unknown route-map component "CONTfq" |

| Non-passenger station/depot on track |

|  | Unknown route-map component "eKRWgl" | Unknown route-map component "exKRW+r" |

|  | Unknown route-map component "tSTRa" | Unknown route-map component "exSTR" |

|  | Unknown route-map component "tSTR" | Unknown route-map component "exDST" |

|  | Unknown route-map component "tSTRe" | Unknown route-map component "exTUNNEL2" |

|  | Unknown route-map component "eKRWg+l" | Unknown route-map component "exKRWr" |

| Station on track |

| Stop on track |

| Non-passenger station/depot on track |

| Small non-passenger station on track |

| Unknown route-map component "kABZg2" |

| Unknown route-map component "+c" | Unknown route-map component "STR+k12" | Unknown route-map component "kABZl+34" | Unknown route-map component "cCONTfq" |

| Unknown route-map component "kABZg+1" |

| Station on track |

| Unknown route-map component "exCONTgq" | Unknown route-map component "eABZgr" |  |

|  | Unknown route-map component "eABZgl" | Unknown route-map component "exKINTeq" |

| Small non-passenger station on track |

| Non-passenger station/depot on track |

| Station on track |

| Station on track |

| Unknown route-map component "eHST" |

|  | Station on track | Unknown route-map component "exKBHFa" |

| Unknown route-map component "+c" | Unknown route-map component "eABZgl" | Unknown route-map component "exABZql" | Unknown route-map component "excCONTfq" |

|  | Unknown route-map component "eKRWgl" | Unknown route-map component "exKRW+r" |

|  | Unknown route-map component "tSTRa" | Unknown route-map component "exTUNNEL2" |

|  | Unknown route-map component "tSTRe" | Unknown route-map component "exSTR" |

|  | Unknown route-map component "eKRWg+l" | Unknown route-map component "exKRWr" |

| Unknown route-map component "eHST" |

| Stop on track |

| Non-passenger station/depot on track |

| Station on track |

| Station on track |

| Unknown route-map component "exKBHFaq" | Unknown route-map component "eABZgr" |  |

| Unknown route-map component "HSTeBHF" |

| Stop on track |

| Stop on track |

| Station on track |

|  | Unknown route-map component "ABZl+l" | Unknown route-map component "KDSTeq" |

| Unknown route-map component "exKDSTaq" | Unknown route-map component "eABZgr" |  |

|  | Non-passenger station/depot on track |

|  | Train travel on the ship |

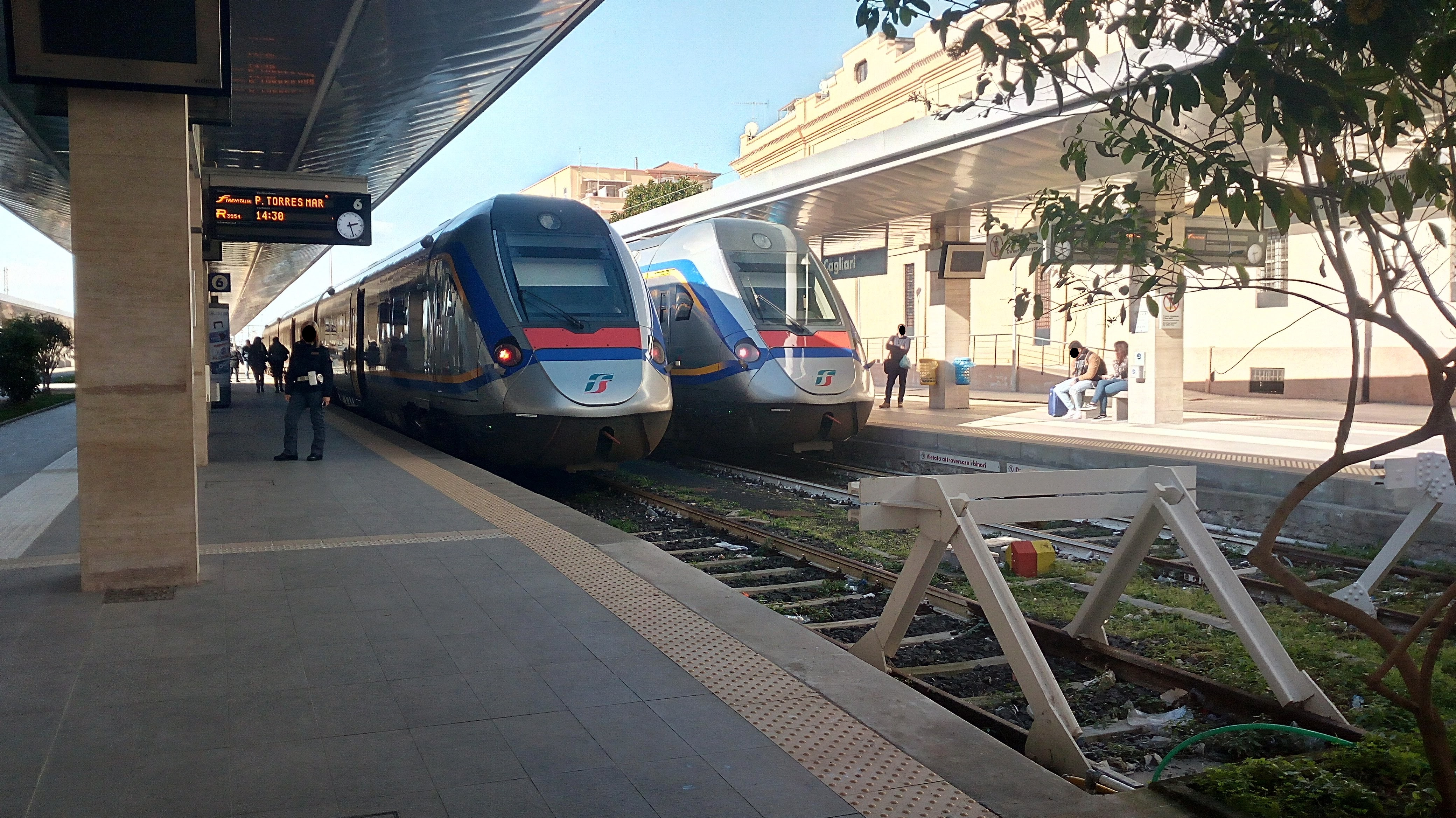
L'origine della ferrovia: la stazione di Cagliari

La ferrovia ha origine dalla stazione di Cagliari, posta nella centrale piazza Matteotti del capoluogo sardo e collegata sino all'ultima parte del Novecento al vicino porto commerciale e al suo scalo merci ferroviario (Cagliari Marittima). Il tracciato ferroviario, a doppio binario per i primi 50 km, lascia la città seguendo la direzione nord-ovest, costeggiando la laguna di Santa Gilla sino a giungere a ridosso dell'Aeroporto di Cagliari-Elmas, dotato di fermata. Dopo aver lambito nuovamente la laguna dinanzi alla stazione di Cagliari Elmas il sedime entra nella città di Assemini (dotata di 3 fermate), in uscita dalla quale ha inizio un tratto in variante, attivato nel 1984 per raggiungere la stazione di Decimomannu, realizzata al di fuori del perimetro urbano dell'omonimo comune in luogo del vecchio scalo ormai inglobato nell'abitato. Sia dal vecchio che dal nuovo tracciato a Decimomannu ha inoltre origine la linea per Iglesias.

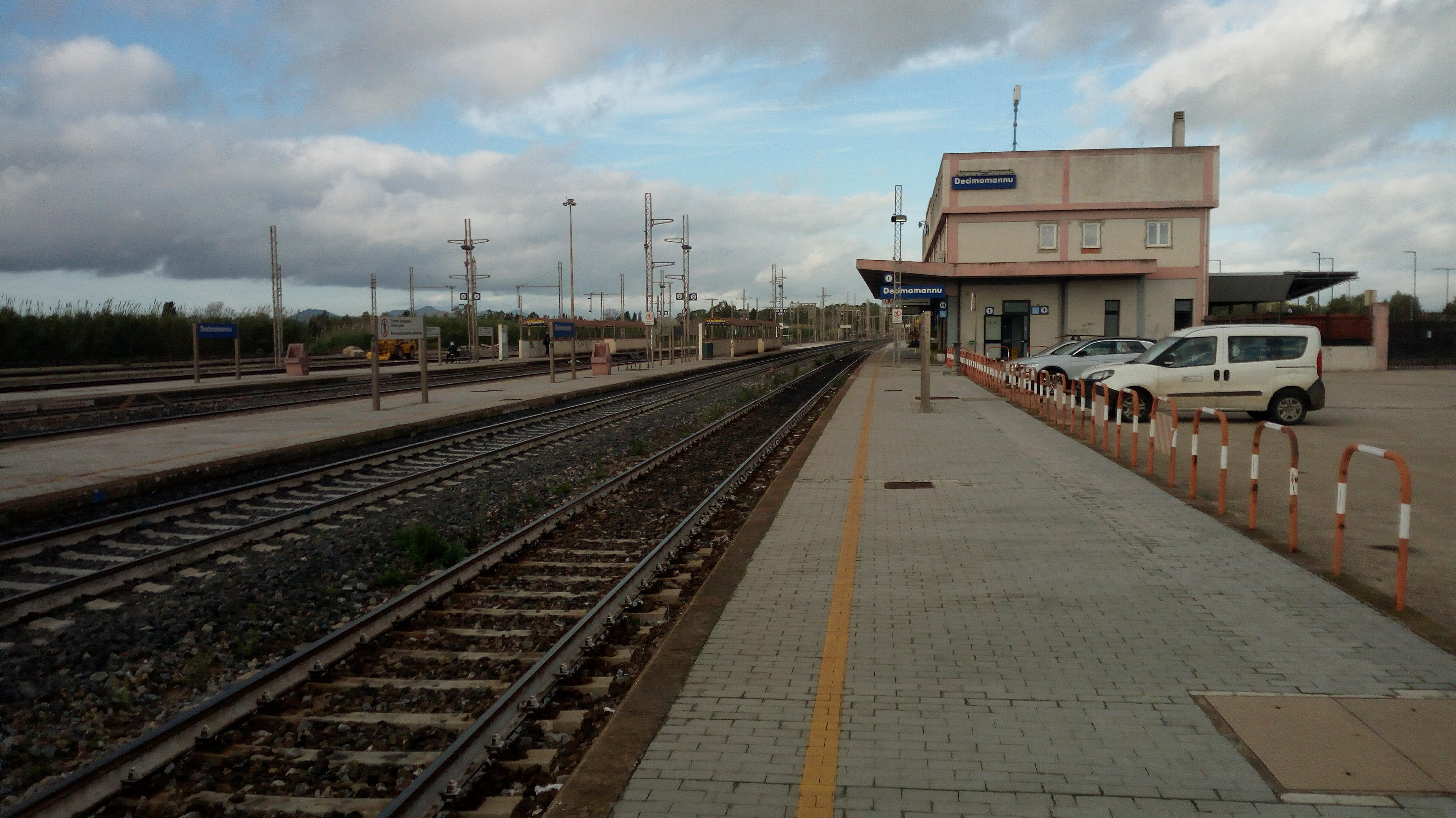
La stazione di Decimomannu, origine della diramazione per Iglesias

Lasciata Decimomannu la ferrovia prosegue verso nord convergendo verso la SS 196, in un tratto interessato a uno spostamento minore del sedime in occasione dei lavori di raddoppio di questa porzione di linea negli anni Duemila, attraversando Villasor, Serramanna e Samassi e i relativi impianti, entrando così nel Campidano. Virando verso nord-ovest il tracciato, che sin da Cagliari continua una lieve ma costante ascesa, raggiunge la stazione di Sanluri Stato, posta a sei km da Sanluri. Questo scalo, privo di traffico, era in passato importante come punto di interscambio con i treni della dismessa ferrovia Isili-Villacidro (dotata di un proprio impianto in loco) e dagli anni Ottanta ai Duemila per il trasporto merci, essendo origine di un raccordo per la zona industriale di Villacidro che riutilizzava in buona parte il sedime dismesso. Tale raccordo, ancora esistente, è in disuso dopo la cessazione del servizio merci su base regolare del gruppo FS in Sardegna.

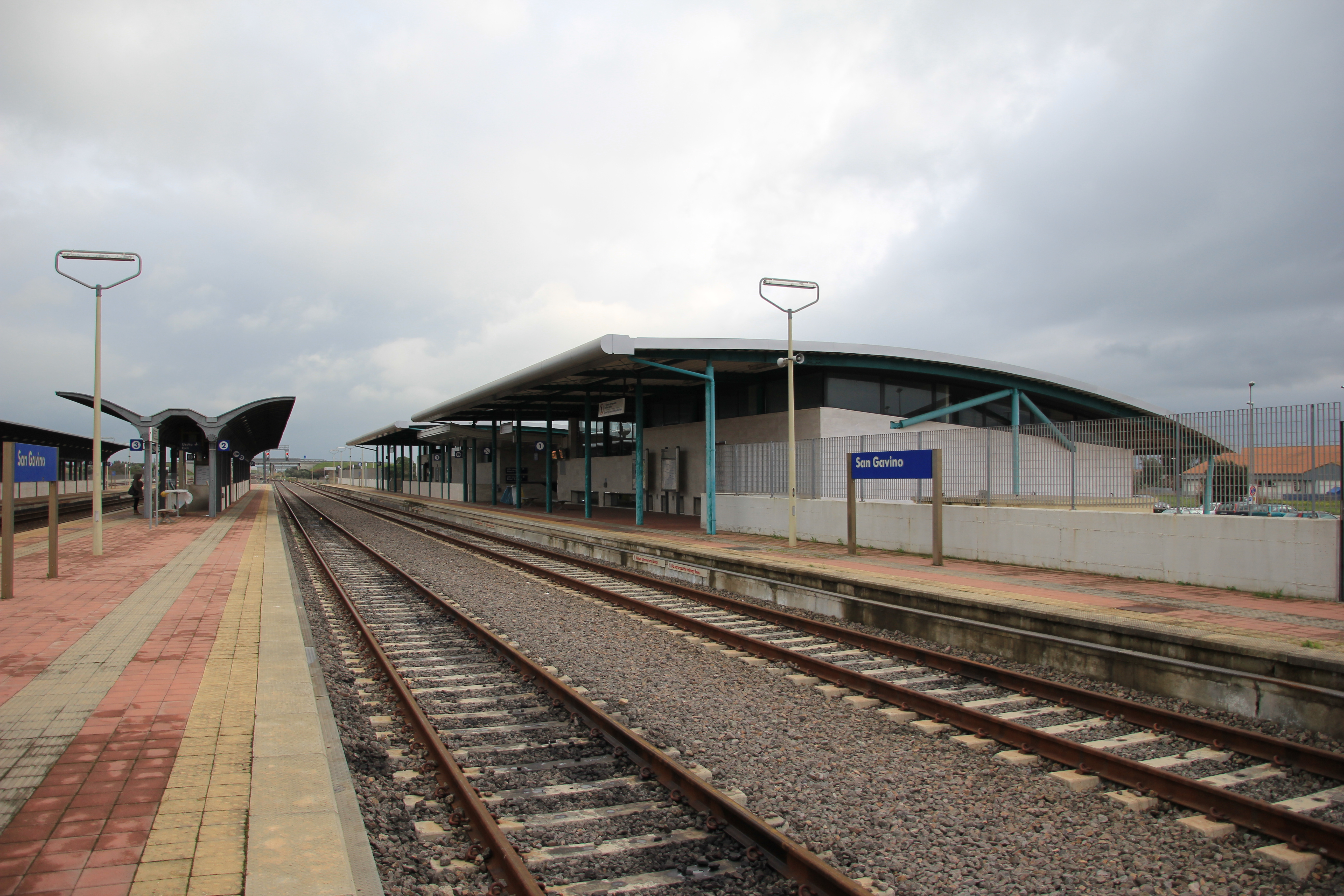
Il tronco a doppio binario ha termine nella stazione di San Gavino

Il centro successivo raggiunto dalla linea è San Gavino Monreale, nella cui stazione ha termine il tracciato a doppio binario. Come nel caso di Decimomannu la linea è stata deviata rispetto al tracciato ottocentesco per permettere lo spostamento dello scalo ferroviario al di fuori del perimetro urbano dell'abitato, in precedenza attraversato nella sua parte occidentale, in cui aveva origine anche una linea industriale per Montevecchio. Ripreso il sedime originario a un paio di chilometri di distanza dalla stazione, il tracciato scende lievemente a livello altimetrico attraversando gli scali di Pabillonis (in disuso), Uras-Mogoro e Marrubiu-Terralba-Arborea. Dopo un tratto pianeggiante e il passaggio nella borgata agricola di Sant'Anna la ferrovia raggiunge Oristano e la sua stazione, da cui ha origine un raccordo merci verso il locale porto industriale.	

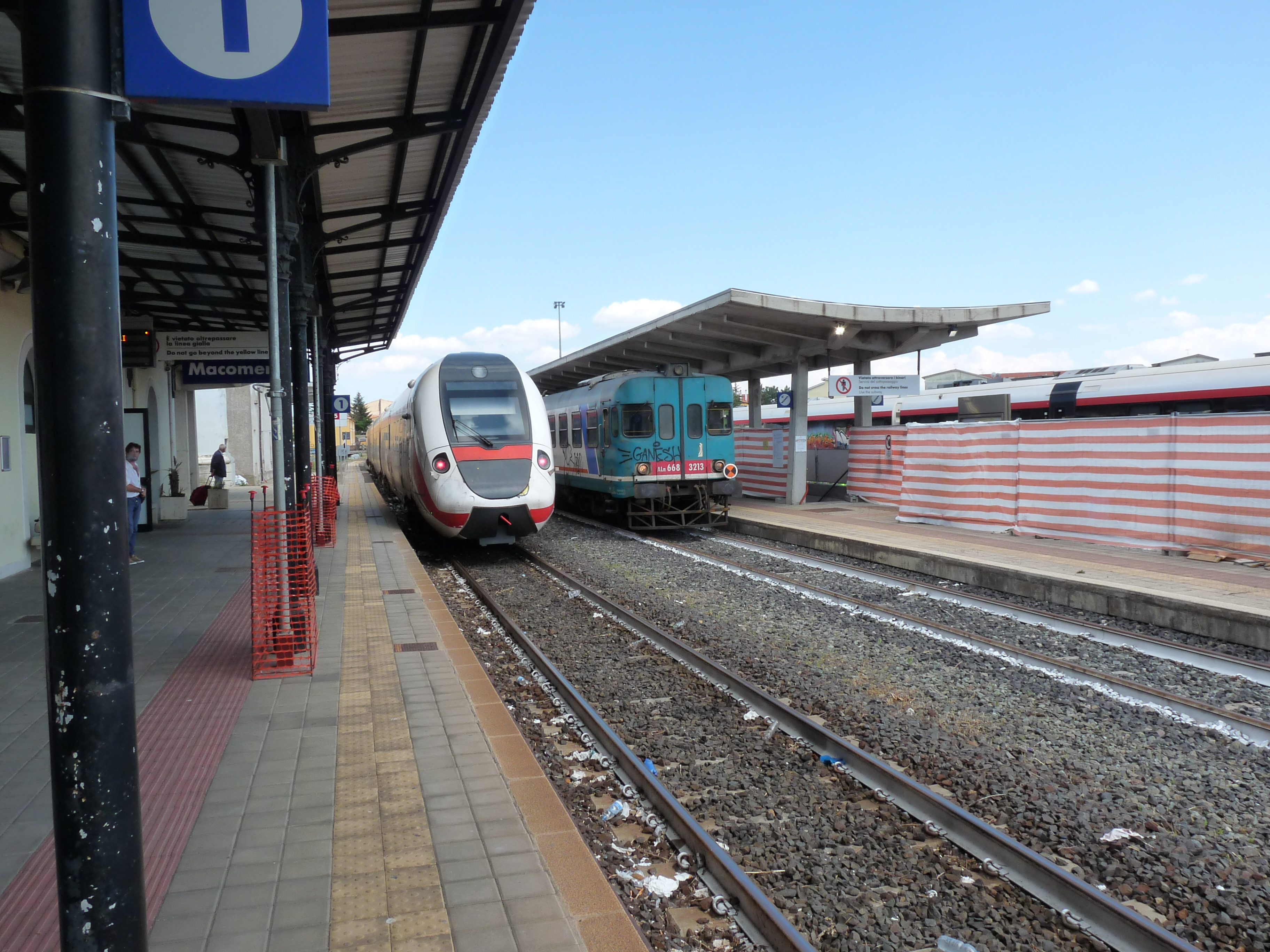
Interno della stazione RFI di Macomer

I binari dalla città prendono la direzione nord-est e dopo aver superato il corso del Tirso nei pressi della stazione di Simaxis (in disuso) e il paese di Solarussa inizia una costante ascesa altimetrica verso l'altopiano di Abbasanta e l'omonimo centro, raggiunto dopo aver lambito Bauladu e Paulilatino con tratti dalle pendenze anche del 25‰. Dalla stazione di Abbasanta la linea prosegue la salita per Borore e con un percorso sempre più tortuoso entra a Macomer, cittadina attraversata anche dalle linee a scartamento ridotto per Nuoro e per Bosa (turistica), che in passato si servivano anche dalla locale stazione RFI, precedentemente collegata da un raccordo al vicino impianto delle ex Ferrovie Complementari.

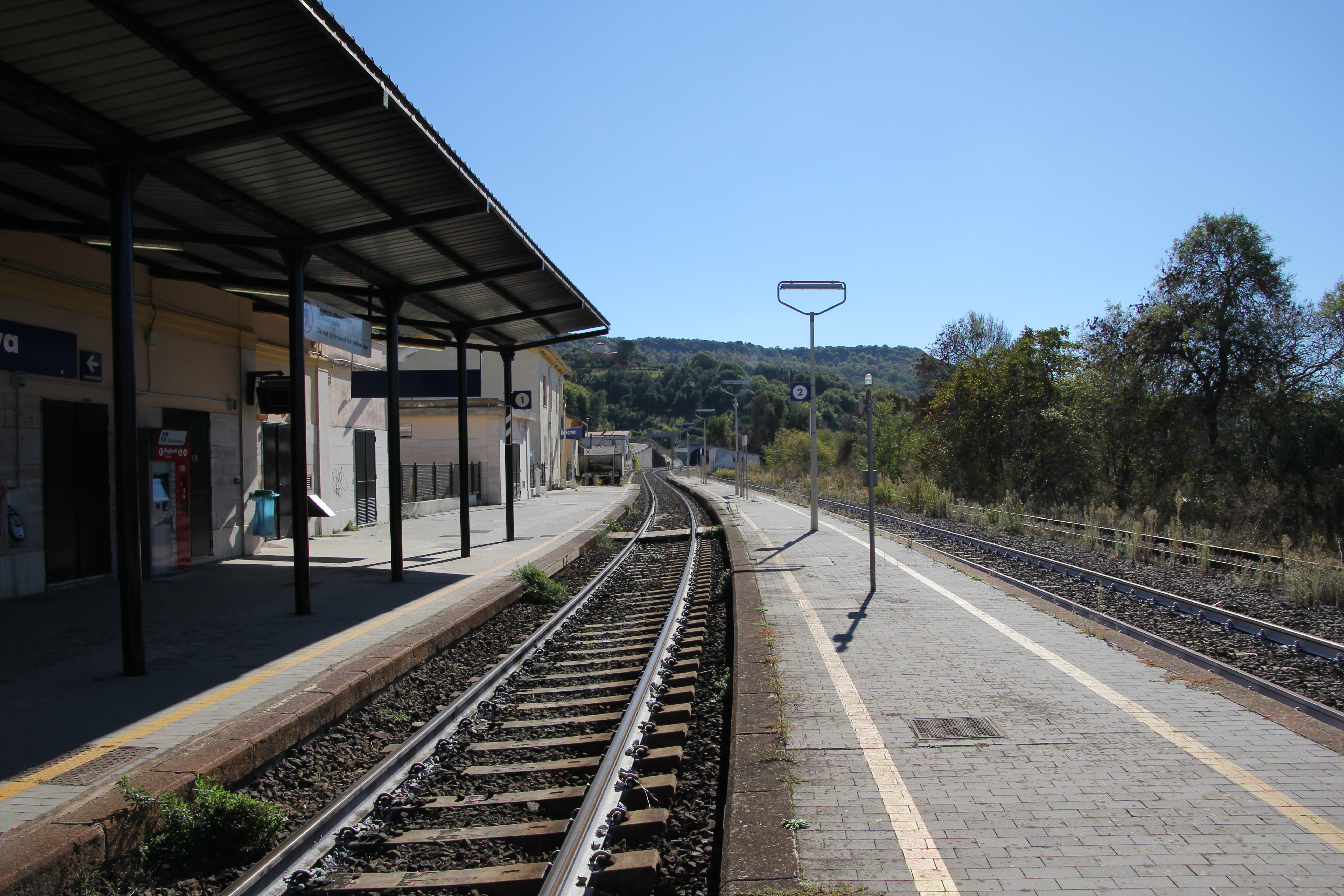
La stazione di Bonorva, con sullo sfondo il portale settentrionale della galleria di Campeda

La linea sale ancora verso l'inutilizzato scalo merci di Campeda, nei dintorni del quale si trova il culmine della linea (685 m s.l.m. di quota) e da cui ha inizio un tratto in variante, terminante nella successiva stazione di Bonorva, quasi interamente in galleria (circa 7 km) e con le pendenze maggiori (26‰) raggiunte lungo l'intero tracciato, affrontate in discesa in direzione Golfo Aranci. La variante, attivata nel 2001, ha rettificato un tratto particolarmente tortuoso. Lasciato il Marghine per il Meilogu e raggiunta la provincia di Sassari, il percorso della ferrovia procede tortuosamente verso nord-est scendendo costantemente a livello altimetrico, passando per la fermata di Giave e per gli scali di Torralba e Mores-Ittireddu (gli ultimi due in disuso), giungendo nella frazione ozierese di Chilivani, sede di un importante bivio ferroviario. 

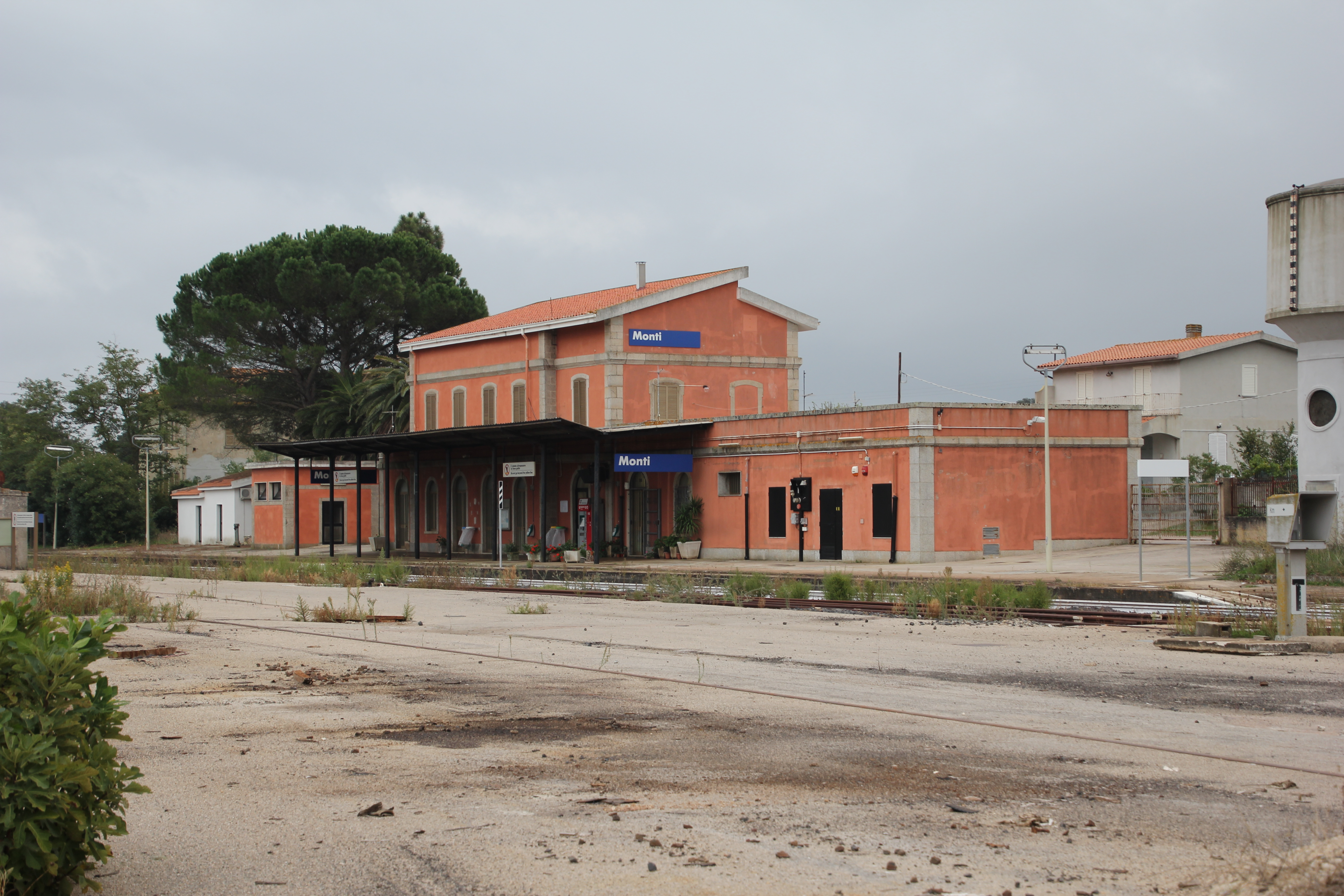
Lo scalo di Monti-Telti, da cui aveva origine la linea a scartamento ridotto per Tempio Pausania

La stazione di Ozieri-Chilivani infatti è origine della ferrovia per Sassari e Porto Torres che permette il collegamento su ferro tra le due principali città sarde. La necessità dell'inversione di marcia dei convogli per accedere alla linea verso i centri turritani per i treni provenienti da sud (e viceversa) ha tuttavia portato alla creazione di una bretella di accesso diretto alla linea per Porto Torres a circa 2 km a sud della stazione che può quindi essere aggirata. Da segnalare inoltre che lo scalo di Chilivani ospitava sino al 1969 anche il capolinea della dismessa ferrovia per la stazione di Tirso. Dopo aver attraversato l'altro scalo ozierese di Fraigas (senza traffico) la linea prosegue verso il Monteacuto e la Gallura, passando per le stazioni di Oschiri, Berchidda e Monti-Telti, quest'ultima origine anche della dismessa ferrovia a scartamento ridotto per Tempio Pausania.

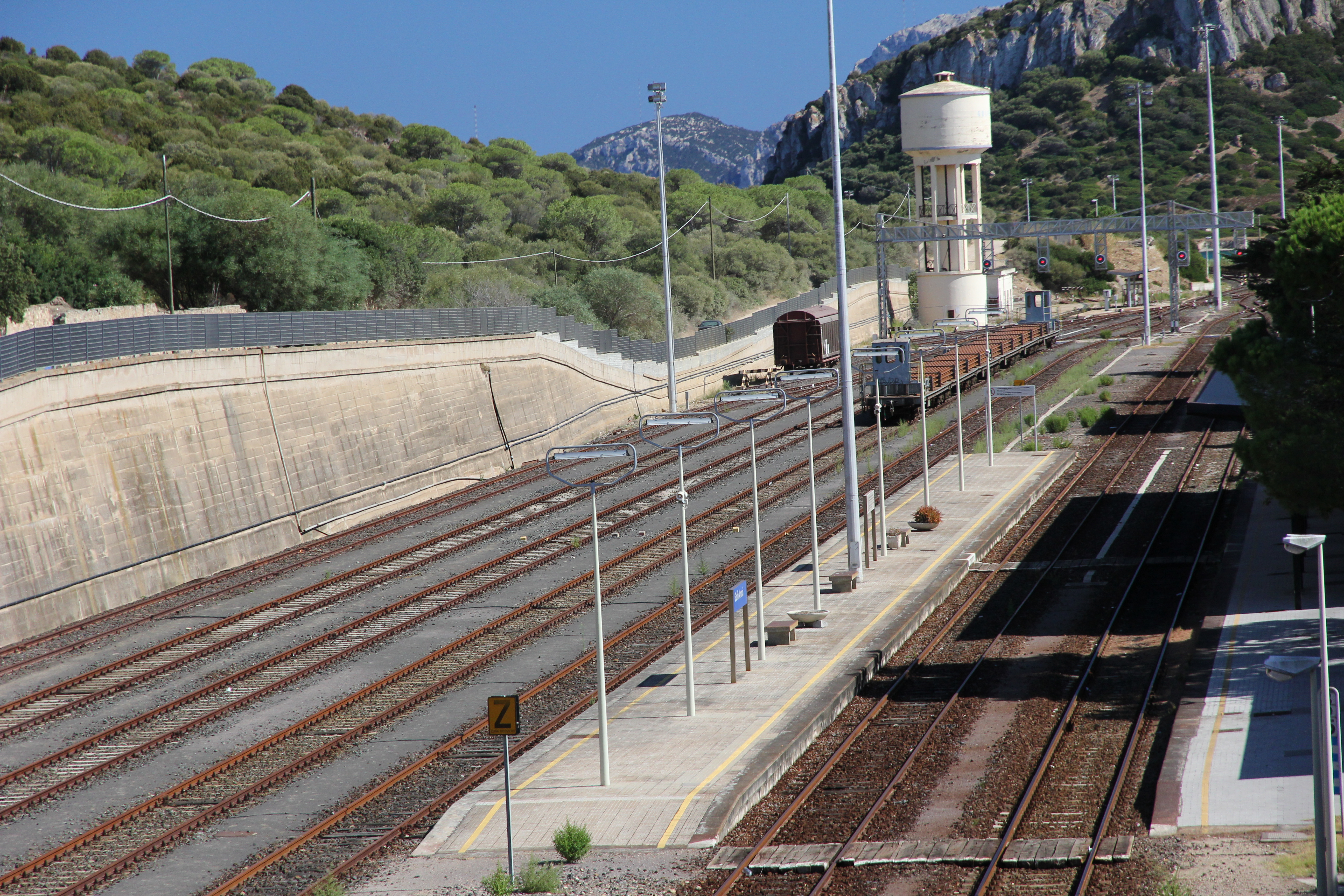
Lo scalo di Golfo Aranci, in passato particolarmente attivo per il servizio merci

Da Monti ha inizio la discesa verso il mare gallurese e dopo aver attraversato un'ulteriore variante in galleria nei pressi della ex stazione di Chirialza la ferrovia raggiunge Olbia, la seconda città più popolosa tra quelle attraversate dall'infrastruttura. Dal 2021 è attiva nel nucleo urbano la stazione di Olbia Terranova, che precede di 400 metri lo scalo ottocentesco, da cui aveva origine un raccordo verso il porto dell'Isola Bianca, dotato sino al 2000 di uno scalo marittimo. L'ultima parte di ferrovia lascia Olbia servendo le località turistiche di Rudalza e Marinella e giungendo a ridosso della spiaggia di Cala Sabina (dotata di una fermata ferroviaria). Negli ultimi chilometri i binari entrano nell'abitato di Golfo Aranci, nella cui stazione è posto il capolinea per i treni passeggeri. I binari dell'area ferroviaria proseguono sino quasi a raggiungere la spiaggia di Cala Moresca, prevedendo vari accessi in regresso al collegamento con il porto di Golfo Aranci e alla relativa stazione: il molo è dotato di un'invasatura (in passato due) per l'imbarco e lo scarico dei rotabili nelle navi del gruppo FS.

## Traffico
La linea è percorsa regolarmente da treni viaggiatori e occasionalmente da convogli merci straordinari. Stando all'orario 2021-2022 di Trenitalia (la società del gruppo FS che si occupa del servizio viaggiatori) la linea a gennaio 2022 è interessata alle seguenti relazioni passeggeri, tutte espletate con treni classificati regionali:

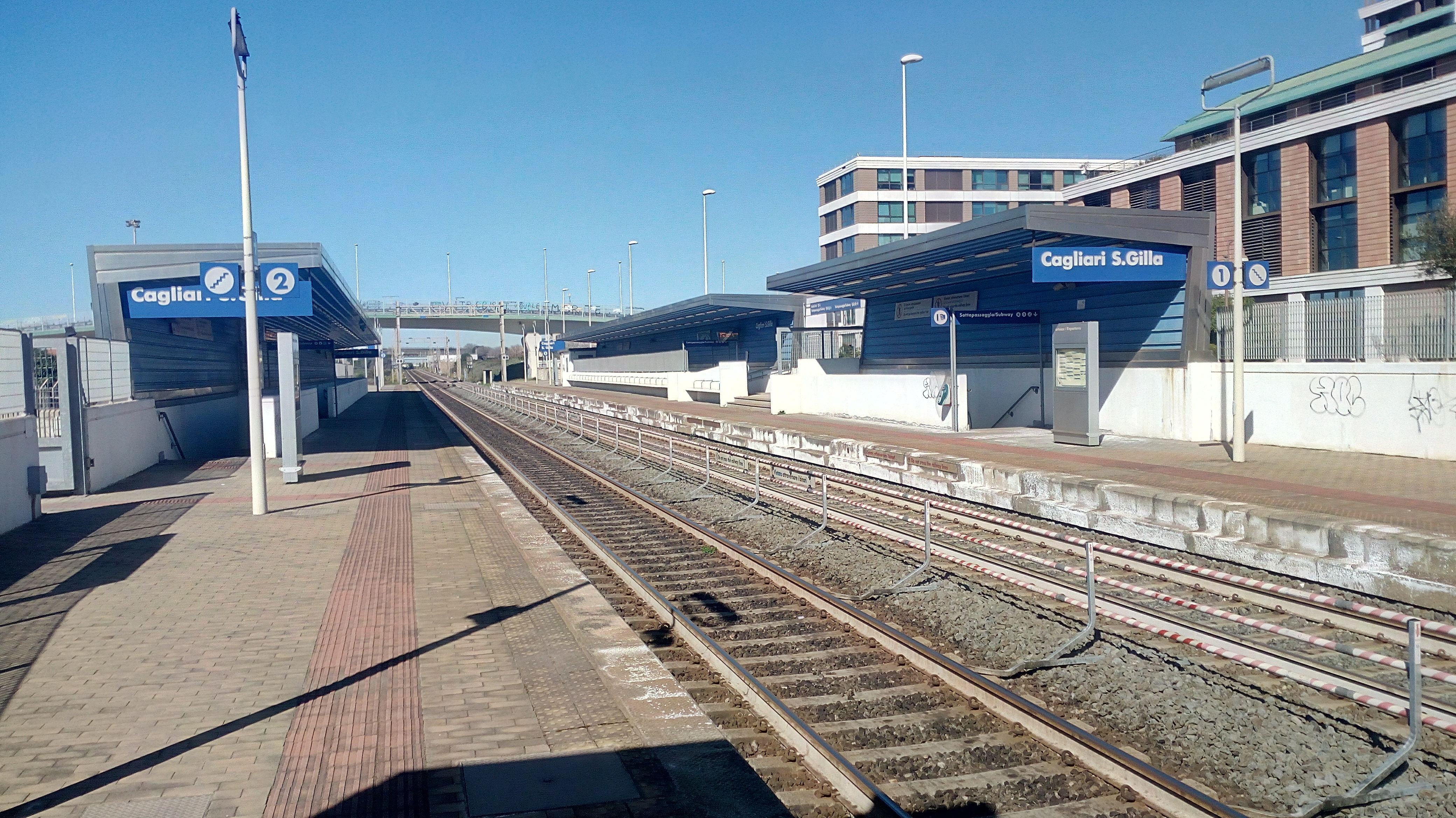
La fermata di Cagliari Santa Gilla come quelle di Assemini Carmine e Assemini Santa Lucia è utilizzata esclusivamente per le relazioni tra il capoluogo e Decimomannu

- Cagliari - Decimomannu: relazione in passato di tipo metropolitano[18], espletata dal lunedì al venerdì con 14 coppie di corse giornaliere, che si riducono a 9 al sabato e a 7 nei festivi. Questi collegamenti sono i soli a servire tutte le fermate poste tra il capolinea e la stazione decimese.

- Cagliari - San Gavino: relazione effettuata esclusivamente nei giorni feriali, in cui sono previste 11 coppie di corse giornaliere. Al sabato si effettuano 8 corse verso San Gavino Monreale e 6 in direzione opposta.
- Cagliari - Oristano: nei giorni feriali sono previste giornalmente 6 corse da Cagliari a Oristano e 7 nel verso opposto; nei festivi sono invece previste 5 coppie di collegamenti.
- Cagliari - Macomer:  relazione effettuata con 2 coppie di corse nei giorni feriali, mentre nei giorni festivi viene espletata una singola corsa in direzione Macomer.
- Cagliari - Olbia: questa relazione, in passato affidata ai treni espresso noti come Freccia Sarda, è effettuata dal lunedì al sabato con 4 corse in direzione Olbia e 3 in direzione Cagliari, numero che si riduce nei festivi a 2 corse dirette a nord e una verso sud.

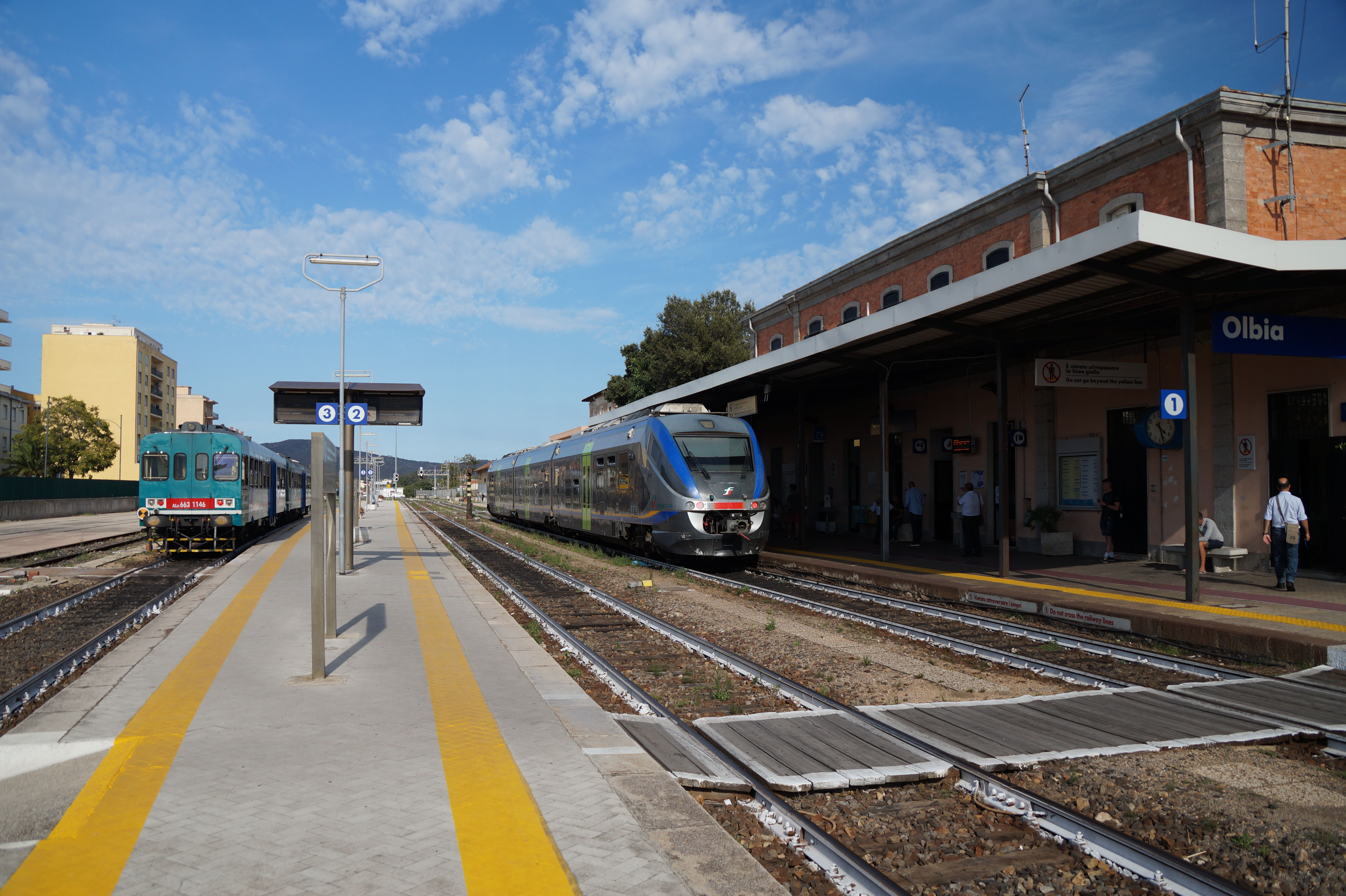
Convogli Trenitalia in sosta a Olbia

- Macomer - Olbia: relazione effettuata nei soli giorni feriali con una singola corsa per direzione.
- Ozieri-Chilivani - Olbia: relazione effettuata su rotaia solo nei festivi, per cui sono previste 4 corse verso Olbia e 3 verso Chilivani. Nei giorni lavorativi viene invece espletata una singola autocorsa sostitutiva terminante nella stazione ozierese.
- Olbia - Golfo Aranci:  Effettuato con un servizio a spola, questo collegamento prevede dal lunedì al venerdì 9 coppie di corse giornaliere (più una verso Golfo Aranci con autobus sostitutivo), che si riducono a 5 (più autocorse sostitutive) al sabato e a 2 coppie più una con autolinee sostitutive nei festivi. Ulteriori corse vengono aggiunte nel periodo estivo a fini turistici[49].

Inoltre porzioni della linea sono utilizzate dai treni diretti nelle due diramazioni:
- Cagliari - Sassari: per i collegamenti diretti aventi capolinea nelle due principali città sarde vengono espletate 2 corse giornaliere in direzione Sassari, mentre le relazioni verso sud sono 4 nei giorni feriali e 3 nei festivi. Le relazioni più rapide completano l'itinerario in circa tre ore.
- Cagliari - Porto Torres Marittima: relazione effettuata con una corsa giornaliera in direzione Porto Torres mentre in senso inverso viene espletata solo nei festivi, sempre con una singola corsa. In passato la relazione era coperta da treni espresso denominati Turritano.
- Olbia - Sassari: relazione effettuata con 4 corse da Olbia a Sassari e 3 nel verso opposto nei giorni feriali, che si riducono a 3 corse in direzione ovest e una singola verso la Gallura nei festivi.

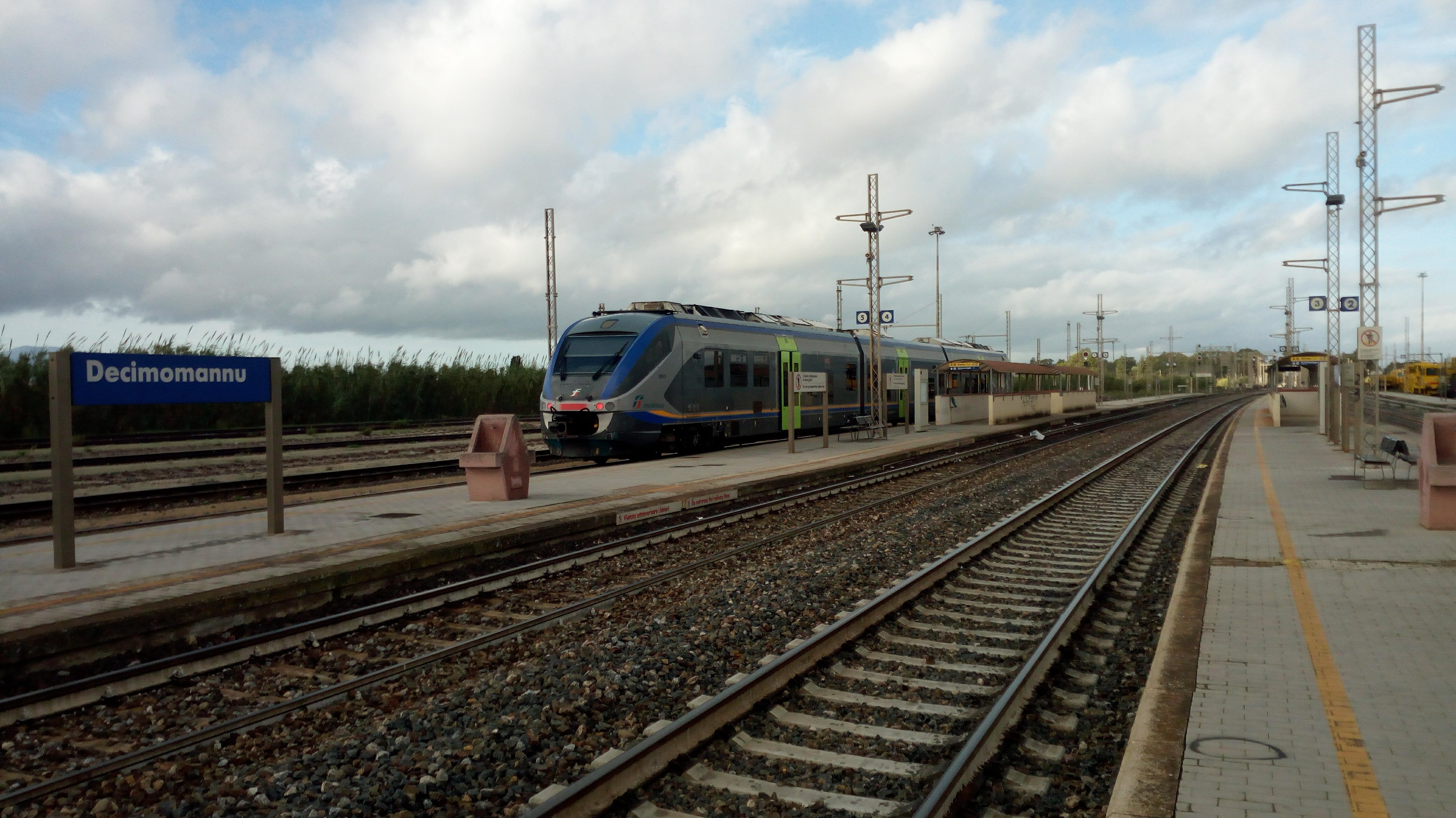
Minuetto diesel diretto verso la linea per Iglesias in sosta a Decimomannu

- Cagliari - Iglesias: Si effettua dal lunedì al venerdì con 11 coppie di corse dirette giornaliere, che si riducono ad 8 al sabato e a 3 nei festivi.
- Cagliari - Carbonia Serbariu: relazione effettuata con 8 coppie di corse dirette dal lunedì al venerdì (6 il sabato e 7 nei festivi).

Ulteriori relazioni sono espletate esclusivamente con autocorse sostitutive (Oristano - Macomer e viceversa e Decimomannu - Oristano).
Il materiale utilizzato per le relazioni è l'intero parco rotabili per il servizio passeggeri a disposizione di Trenitalia in Sardegna, tutto a trazione termica e alimentazione a gasolio: principalmente vengono utilizzati i complessi Minuetto e Swing e gli autotreni autotreni ATR 365 e ATR 465. Sono ancora utilizzate inoltre le composizioni delle meno recenti automotrici ALn 663 e ALn 668.

## Mezzi di trazione utilizzati
Dal momento dell'inaugurazione e per i primi decenni sulla linea furono adoperati esclusivamente mezzi adottanti la trazione a vapore. Durante i primi decenni di gestione della linea da parte delle Ferrovie Reali, le locomotive impiegate furono esclusivamente di produzione britannica, essendo fabbricate dalla Stephenson, dalla R & W Hawtorn e dalla Sharp & Stewart. I gruppi impiegati furono, in ordine di introduzione sulla rete delle Ferrovie Reali:
- locomotive 21-24 (Stephenson)
- locomotive 25-30 (Stephenson)
- locomotive 1-2 (Stephenson)
- locomotive 7 ÷ 10 (R & W Hawtorn)
- locomotive 31 ÷ 40 (Sharp & Stewart)
- locomotive 3-6 (Sharp & Stewart)

Di queste 40 macchine, ognuna dotata di un proprio nome, 12 furono accantonate prima della fine del secolo: fu così che dal 1900 in poi furono immesse in circolazione sulla linea ulteriori gruppi di locomotive:
- locomotive 41-44 (SLM)
- locomotive 45-55 (Henschel & Sohn)

Paventatasi l'intenzione dello Stato di non rinnovare la convenzione della Compagnia Reale delle Ferrovie Sarde alla sua scadenza (31 dicembre 1919), la società ridusse al minimo gli investimenti sulla manutenzione e non attuò ulteriori spese per il rinnovo del parco rotabili. Per far fronte ai disservizi le FS (destinate a rilevare la gestione delle linee delle Reali) introdussero 14 locomotive FS Gruppo 200, immatricolate coi numeri da 101 a 114 dalle Ferrovie Reali.
Nel 1920 quando le FS rilevarono la linea dalle Ferrovie Reali sopravvivevano il Gruppo 200 ed alcuni esemplari del parco rotabili della vecchia gestione, esemplari che furono riclassificati dalle FS secondo il seguente schema:

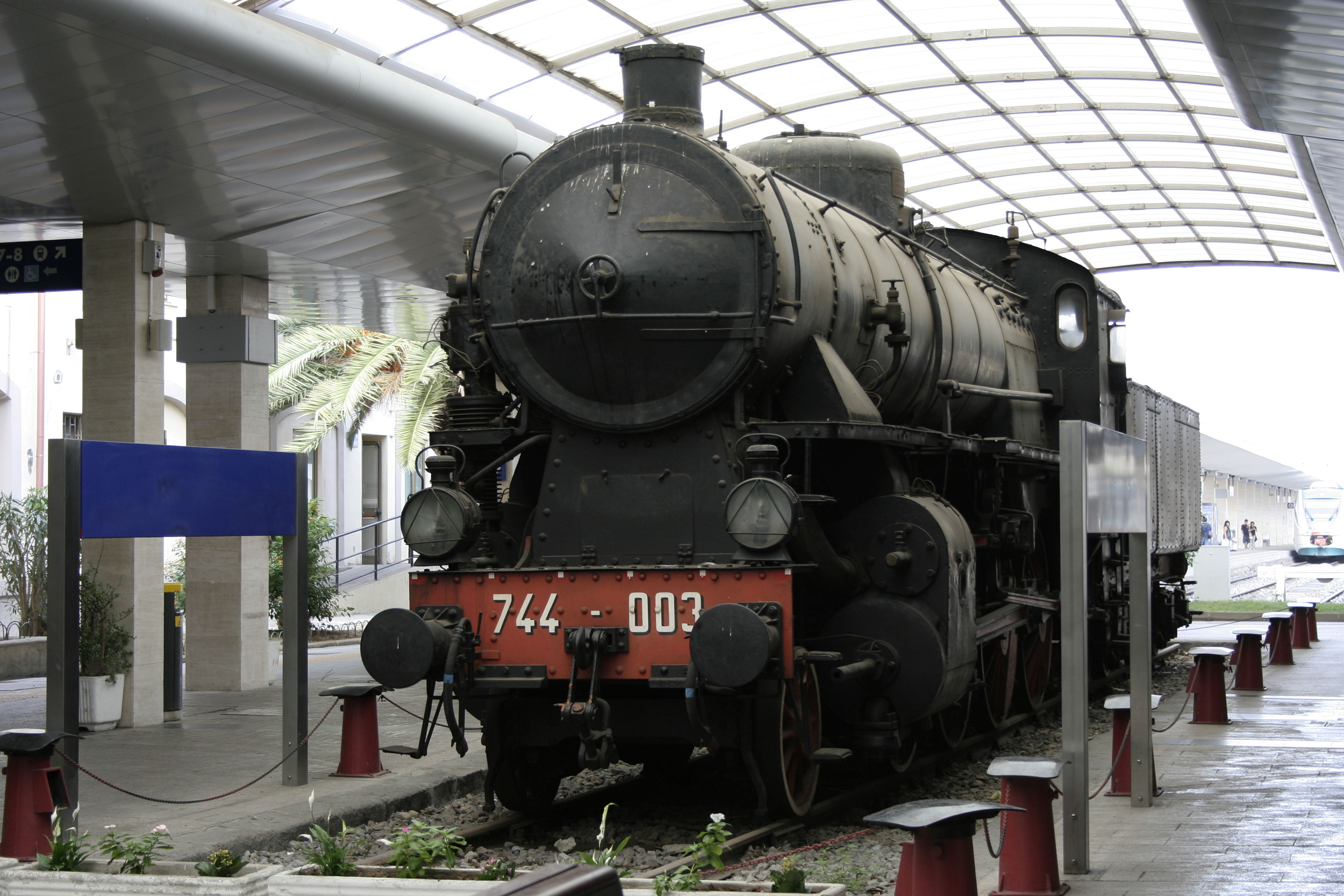
Uno degli esemplari del Gruppo 744, il numero 003, esposto come monumento nella stazione di Cagliari. Questo gruppo fu spesso impiegato per le relazioni di maggiore importanza espletate lungo la linea

- locomotive CFRS 3-6 - locomotive FS Gruppo 808
- locomotive CFRS 7-10 - locomotive FS Gruppo 110
- locomotive CFRS 21-24 - locomotive FS Gruppo 181
- locomotive CFRS 25-30 - locomotive FS Gruppo 182
- locomotive CFRS 25-30 - locomotive FS Gruppo 182
- locomotive CFRS 31-36 - locomotive FS Gruppo 186
- locomotive CFRS 41-44, 45-55 - locomotive FS Gruppo 216

Tuttavia i mezzi ex Ferrovie Reali erano in buona parte logori e furono accantonati in poco tempo. Il parco rotabili della linea fu quindi integrato dal 1922 in poi con locomotive di vari gruppi:
- locomotive Gruppo 600
- locomotive Gruppo 625
- locomotive Gruppo 740
- locomotive Gruppo 744

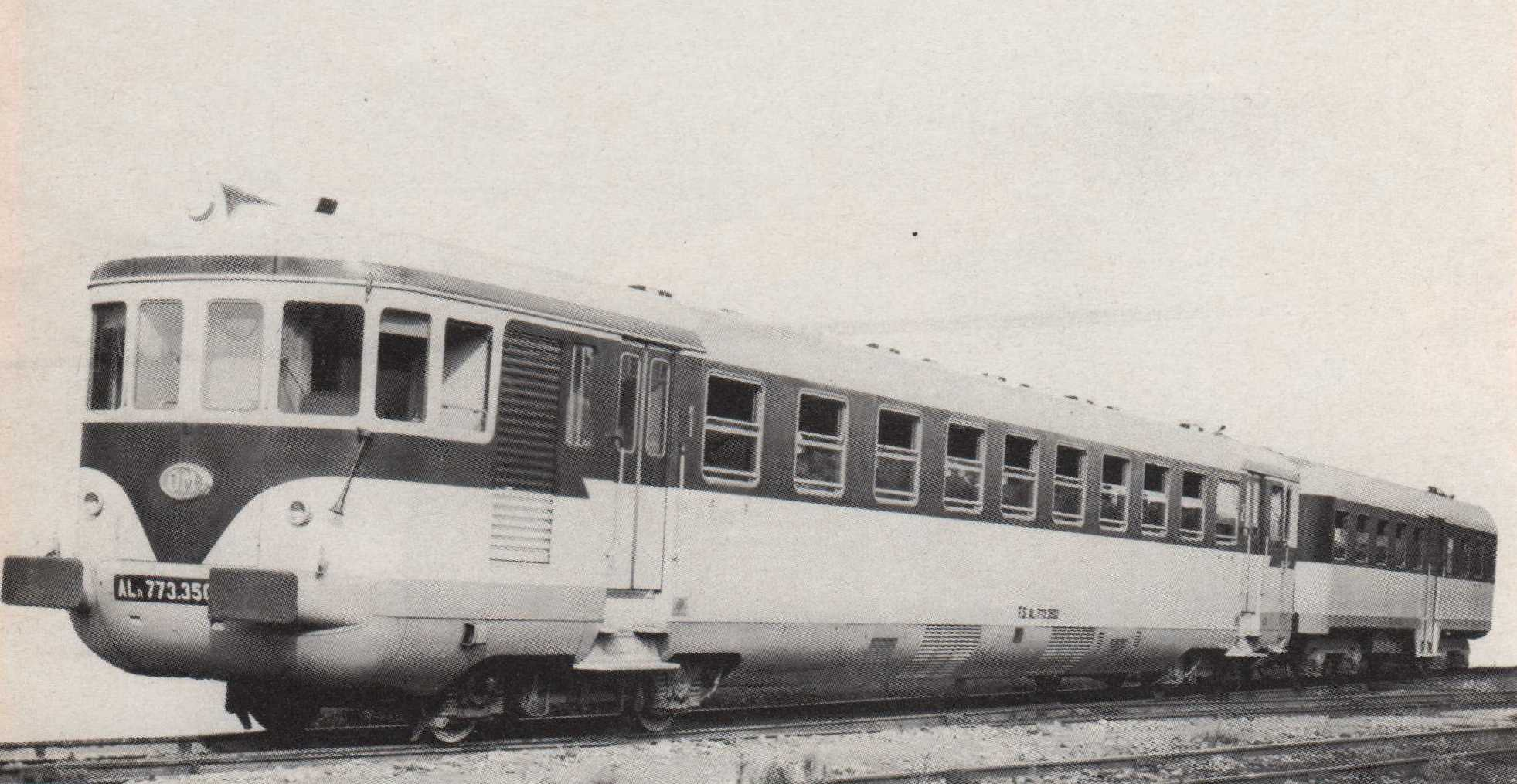
Le ALn 773 nei pochi anni di presenza sulla Dorsale Sarda furono spesso impiegate per i Freccia Sarda, i treni Espresso da Cagliari a Olbia

Dal 1936 sulla rete sarda fecero la comparsa le prime automotrici diesel, che nel giro di poco tempo divennero i rotabili maggiormente utilizzati per le relazioni passeggeri, in particolare quelle di maggior chilometraggio. Furono immesse in circolazione varie tipologie di automotrici termiche:
- automotrici ALn 56 Fiat (dal 1936)
- automotrici ALn 772 Fiat - OM (dal 1958)
- automotrici ALn 773 OM (dal 1958)

Queste ultime furono nel 1964 rimpiazzate dalle più potenti automotrici ALn 873, sempre prodotte dalla OM.
Le locomotive a vapore vennero utilizzate in quegli anni per treni merci e per relazioni passeggeri a più corto raggio. Nel 1961 però venne avviata la dieselizzazione anche del materiale di trazione dei convogli ordinari, sia per i servizi viaggiatori che merci, operazione che avrebbe portato nei lustri successivi alla completa sostituzione dei mezzi a vapore con le locomotive diesel dei seguenti gruppi:
- locomotive FS D.342 (dal 1961)
- locomotive FS D.443 (dal 1967)
- locomotive FS D.343
- locomotive FS D.345 (dal 1976)

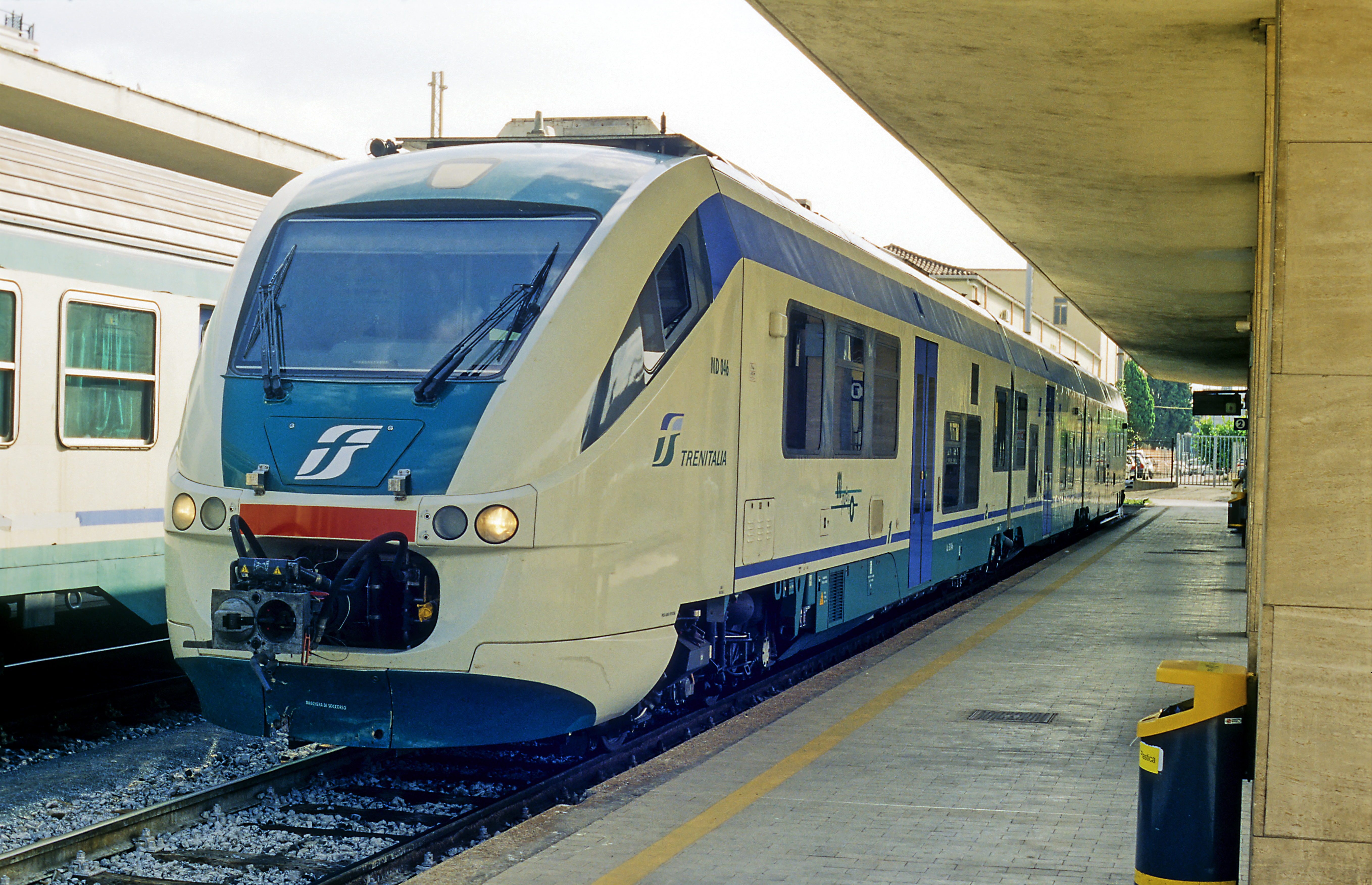
Un Minuetto presso la stazione di Cagliari, capolinea meridionale della ferrovia e principale stazione della Sardegna

Nel 1982 furono introdotte le locomotive D.445, mezzi che nel corso degli anni hanno sostituito gli altri gruppi di locomotive diesel per i treni passeggeri (relegando le D.443 ai treni merci), diventando l'unico tipo di locomotiva impiegato sulla linea per il servizio viaggiatori sino agli anni 2020, in abbinamento a carrozze UIC-X e MDVC.

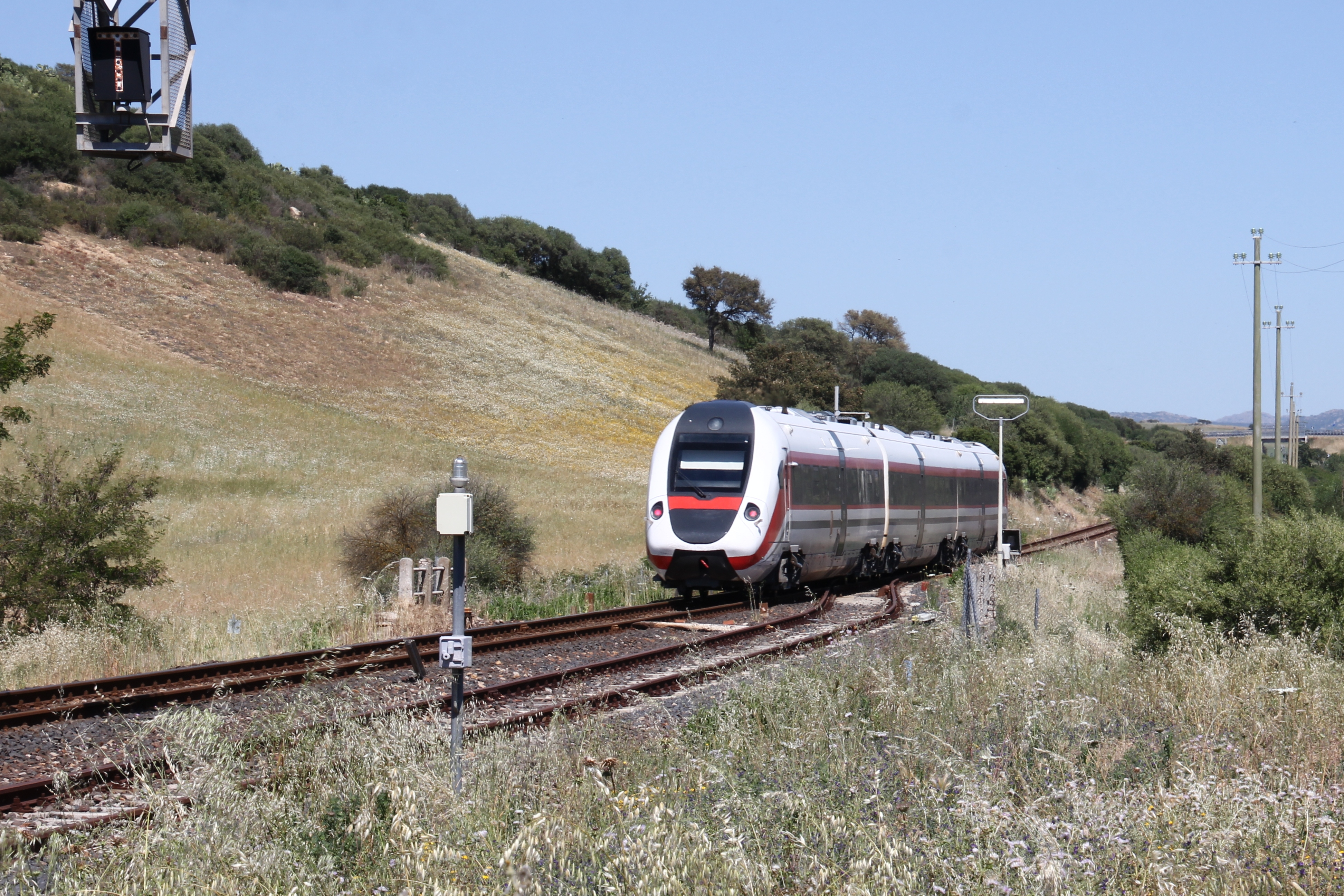
Esemplare di ATR 365 in servizio sulla linea

Sul fronte del materiale leggero nel 1981 vi fu l'introduzione sulla linea delle automotrici ALn 668(nella serie 3100-3200), nei primi anni affiancate alle ALn 772 superstiti, e dalla metà del decennio dalle derivate ALn 663. A metà degli anni duemila a questi due gruppi di automotrici si sono affiancati i Minuetto a trazione diesel.
Nel dicembre 2015 sono entrati in servizio effettivo sulla linea gli autotreni ATR 365 e ATR 465 di proprietà della Regione Autonoma della Sardegna; per le relazioni a sud di Oristano sono inoltre impiegati dal 2020 gli ATR 220 Tr "Swing", in sostituzione delle composizioni MDVC. Nel 2022 sono stati introdotti in Sardegna i primi esemplari di treni ibridi Hitachi Blues, collaudati durante l'anno lungo la linea in vista della loro entrata in servizio ufficiale, che arriverà a marzo 2023. A partire da ottobre 2023 gli ATR 220 Tr "Swing" circolano sull'intera rete ferroviaria in vista della progressiva dismissione delle automotrici ALn668/663.